# Wojna domowa w Iraku
Wojna domowa w Iraku – konflikt zbrojny w Iraku w latach 2014–2017, w którym głównymi stronami były: rząd Iraku, Kurdowie oraz Islamskie Państwo w Iraku i Lewancie (ISIS).
Insurekcja dżihadystów przeciwko szyickiemu rządowi Nuriego al-Malikiego rozpoczęła się w styczniu 2014 w prowincji Al-Anbar, gdzie rebelianci przejęli kontrolę m.in. nad Al-Falludżą oraz częścią Ar-Ramadi i Abu Ghurajb.
ISIS oraz walczące po jego stronie siły zdobyły wiele miast i terytoriów, począwszy od ataku na Samarrę w dniu 4 czerwca 2014, a następnie zajęcie Mosulu w nocy z 9 na 10 czerwca 2014 i Tikritu 11 czerwca 2014. Dwa dni później kurdyjscy peszmergowie przejęli kontrolę nad polem rafineryjnym w Kirkuku, z którego wcześniej wycofała się armia iracka (IA). W drugiej połowie czerwca 2014 Irak stracił kontrolę nad granicą z Jordanią i Syrią
10 czerwca 2014 premier Iraku, Nuri al-Maliki, po ataku na Mosul, poprosił o ogłoszenie stanu wyjątkowego. Jednak mimo trwającego kryzysu bezpieczeństwa Rada Reprezentantów Iraku z powodu trwającego kryzysu politycznego nie pozwoliła Malikowi na jego ogłoszenie. W wyniku ofensywy Islamskiego Państwa w Iraku i Lewancie, Irak de facto rozpadł się na trzy części kontrolowane przez sunnickich dżihadystów, Kurdów i władze centralne.
W sierpniu 2014 ekstremiści z proklamowanego w czerwcu 2014 Państwa Islamskiego rozpoczęli ofensywę na ziemiach Kurdów, jezydów i chrześcijan, dopuszczając się masakr na cywilach. W związku z tym 7 sierpnia 2014 prezydent Stanów Zjednoczonych, Barack Obama, autoryzował interwencję sił powietrznych tego kraju.

## Geneza
Po wycofaniu się amerykańskich sił okupacyjnych w grudniu 2011 sytuacja w kraju była daleka od stabilnej. Głównym problem były spory na tle religijnym, które szargały krajem. Mimo tego amerykańska administracja rządowa podkreślała swoje sukcesy w walce z terrorystami, dodając, że siatka Al-Ka’idy w Iraku została zdziesiątkowana. Konflikt religijny był obecny także na najwyższych szczeblach władz. Dzień po wycofaniu się ostatniego amerykańskiego żołnierza z Iraku, 19 grudnia 2011, szyickie władze wydały nakaz aresztowania sunnickiego wiceprezydenta Iraku Tarika al-Haszimiego pod zarzutem planowanych zamachów bombowych na rząd al-Malikiego. Ponadto oskarżono go o współudział w zabójstwach. Prokuratorzy zarzucali mu powiązania z zabójstwami 150 osób w okresie po obaleniu Saddama Husajna. W chwili wydania nakazu udał się na terytorium autonomicznego Kurdystanu, a następnie wyjechał do Kataru, chroniąc się ostatecznie w Turcji, której władze odmówiły jego wydania. W toku jego procesu skazano go zaocznie na pięciokrotną karę śmierci przez powieszenie. Rok później irackie siły specjalne aresztowały sunnickiego ministra finansów Rafiego al-Issawiego.
Sytuacja polityczna i marginalizacja jednostek sunnickich przekładała się to na nastroje społeczeństwa. Mianowicie 21 grudnia 2012 rozpoczęła się druga faza protestów antyrządowych. Ludzie nawoływali do obalenia rządu al-Malikiego. Punktem kulminacyjnym protestów była pacyfikacja Hawidży, kiedy to w dniach 23–26 kwietnia 2013 siły bezpieczeństwa stłumiły sunnickich demonstrantów, zabijając 50 i raniąc 110. Rozprawa z Hawidży wywołała falę niezadowolenia wśród sunnitów, według których szyicki rząd stracił legitymizację. Ponadto 28 grudnia 2013 roku irackie siły specjalne zaaresztowały jednego z najbardziej wpływowych sunnickich parlamentarzystów Ahmeda al-Alwaniego, zabijając przy tym jego brata oraz pięciu strażników.
W proteście przeciwko działaniom władz, 44 parlamentarzystów sunnickich złożyło swe mandaty. Ponadto sunnickich demonstrantów zaczęły wspierać grupy ekstremistyczne, przeprowadzające niemal codziennie ataki na szyitów. Wobec tego Irak stanął na progu wojny domowej. Skala przemocy w Iraku w 2013 była najgorsza od apogeum niewypowiedzianej wojny domowej sunnitów z szyitami w Iraku w latach 2006–2007. Wówczas zachodnia koalicja okupująca Irak, ze Stanami Zjednoczonymi na czele, nawiązały współpracę wojskową z umiarkowanymi sunnickimi bojówkami, co pozwoliło względnie ustabilizować sytuację w kraju. Bojówki, które w głównej mierze przyczyniły się do zwalczenia Islamskiego Państwa w Iraku oraz tłumiły szyickie powstania, po wycofaniu się Amerykanów z Iraku, zostały rozwiązane przez rząd al-Malikiego, który w paramilitarnych formacjach dopatrywał się zagrożenia.
Konflikt religijny w Iraku był napędzany ponadto przez wojnę domową w Syrii, gdzie przeciwko rządzącym alawitom walczyli sunnici, w tym radykalne grupy dżihadystyczne z ugrupowaniem Islamskie Państwo w Iraku i Lewancie (ISIS) na czele. Ekstremiści opanowali północne regiony Syrii, wdając się w walkę nie tylko z syryjskimi siłami rządowymi, ale również Kurdami. Stojący na czele ISIS Abu Bakr al-Baghdadi, początkowo współpracował z syryjskimi ekstremistami z ugrupowania Dżabhat an-Nusra, którzy przyrzekali lojalność Al-Ka’idzie. Jednak al-Baghdadi nie stosował się do poleceń lidera światowej siatki terrorystycznej Ajmana az-Zawahiriego. Zawahiri nakazywał Baghdadiemu m.in. skoncentrować swoje siły w Iraku, z kolei iracki watażka ogłosił fuzję ugrupowań, na co nie godziło się centralne dowództwo Al-Ka’idy.
W związku z tym wraz z początkiem 2014 na „terenach wyzwolonych” przez rebeliantów na północy Syrii, rozpoczęła się otwarta wojna między Islamskim Państwem w Iraku i Lewancie i pozostałymi sunnickimi organizacjami bojowymi wchodzącymi w skład Wolnej Armii Syrii, Frontu Islamskego. W toku walk, przeciwko ISIS wystąpił Dżabhat an-Nusra, czyli syryjska odnoga Al-Ka’idy na ziemiach syryjskich. Jednocześnie Islamskie Państwo w Iraku i Lewancie podjęło insurekcję w irackiej prowincji Al-Anbar.

## Kampania w prowincji Anbar
30 grudnia 2013 sunnickie plemiona, które zawiązały Radę Rewolucyjną Plemion z Anbar, protestowały w Ar-Ramadi oraz Al-Falludży. Doszło wówczas do konfrontacji z siłami rządowymi, w której zginęło 14 osób. Premier Nuri al-Maliki zarządził dzień później ewakuację wojsk z miasta, by nie prowokować sunnitów i uspokoić sytuację. Sytuację wykorzystali natychmiast bojownicy Islamskiego Państwa w Iraku i Lewancie, którzy przypuścili 1 stycznia 2014 ataki na posterunki wojskowe w Ar-Ramadi i Al-Falludży. W drugim z tych miast podczas ataku na główny posterunek policji, uwolniono przetrzymywanych tam 100 więźniów. W trakcie walk wielu policjantów porzuciło służbę. Plemienne milicje współpracowały z islamistami, jednak niektóre siły plemienne opowiedziały się za rządem, zwłaszcza w Ar-Ramadi. 2 stycznia 2014 wojsko usiłowało powrócić do miast, jednak te były już blokowane przez dżihadystów.
3 stycznia 2014 dżihadyści ogłosili ustanowienie państwa islamskiego na zajętych terenach. W Al-Falludży rebelianci zatrzymali 75 wojskowych. Z miasta przed walkami i islamistami uciekały setki rodzin, mimo tego, iż dżihadyści ogłaszali, że przychodzą z pomocą dla sunnitów by bronić ich przed represjami ze strony rządu. Tego samego dnia armia prowadziła ostrzał artyleryjski, w wyniku czego śmierć poniosło sześć osób, a 87 zostało rannych. Z kolei w walkach życie straciło 71 bojowników ISIS oraz 32 cywilów. Jednocześnie od strony zachodniej kontratakowały jednostki policji z siłami plemiennymi, które przejęły kontrole nad pojedynczymi posterunkami. Mimo tego ich operacja nie była w pełni skuteczna.

Prowincja Anbar

Ciężkie walki toczono również w Ar-Ramadi. 4 stycznia 2014 sunnickie bojówki sprzymierzone z rządem zabiły podczas starć 25 bojowników ISIS. Islamiści podeszli również pod miasto Al-Karma, leżące na wschód od Al-Falludży. Na obrzeżach miasta zginęło 30 dżihadystów. Ekstremiści weszli również do miast Rawa, Ana, Haditha i Al-Ka’im. Dowódca generalny policji Raad Szakir Dżawdat ogłosił, iż do walki przeciwko dżihadystom zgłosiło się 9 tys. ochotników. 5 stycznia po stronie ISIS uformowała się Wojskowa Rada Rewolucjonistów Anbar, złożona z plemion wrogich wobec szyickiemu rządowi. Ich retoryka była podobna sunnickiej i nacjonalistycznej postsadamowskiej Armii Nakszbandi (JRTN; Dżajsz Ridżal at-Tarika al-Nakszabandia), powstałej w 2006. Baasistowska organizacja militarna była opozycyjna do rządu Malikiego. 6 stycznia 2014 Irackie Siły Bezpieczeństwa (ISF; „Iraqi Security Force”)odzyskały kontrolę nad centrum Ar-Ramadi, otwierając szpitale oraz strefy handlu, jednak walki nad spornymi terenami trwały nadal. 7 stycznia 2014 w atakach rakietowych zginęło tam 25 bojowników. Premier al-Maliki wezwał mieszkańców i plemiona z Al-Falludży, aby pomogli w wyeliminowaniu terrorystów. Także ISIS nawoływało mieszkańców do zbrojnego oporu przeciwko rządowi. Poparcie dla irackiego rządu wyraziły Stany Zjednoczone. Do 8 stycznia 2014 dżihadyści kontrolowali Al-Falludżę, Al-Karma, Al-Chaladiję, Al-Hadisę, As-Saklawijję, przygraniczne Al-Ka’im oraz część Ar-Ramadi i Abu Ghurajb.
9 stycznia 2014 terrorysta ISIS wysadził się w powietrze w wojskowym centrum rekrutacyjnym w Bagdadzie zabijając 21 i raniąc 35 osób. Tymczasem w nocy 8 stycznia 2014 wojsko zaatakowało pozycje ISIS na południe Ar-Ramadi, jednak islamiści po siedmiu godzinach walk odparli atak. 9 stycznia 2014 rozpoczęły się walki o wieś Al-Bubali, leżącą pomiędzy Al-Falludżą oraz Ar-Ramadi. Przewagę zdobyły siły plemienne i policyjne, dzięki czemu, odbiły one dzień później dwie kluczowe lokalizacje pod Ar-Ramadi. Mimo tego cztery dni później ISIS zajęło kolejne pozycje w mieście. 16 stycznia 2014 armia po przeprowadzeniu kontrataku odzyskała kontrolę na miastem As-Saklawijja, leżącego u rogatek Al-Falludży.
Aby zapobiec rebelii islamistów, władze wysłały do prowincji Anbar 4. Dywizję Armii Irackiej (IA; „Iraqi Army”), z kolei do prowincji Salah ad-Din 6. Dywizję IA. 19 stycznia 2014 armia iracka rozpoczęła ofensywę w Ar-Ramadi. Udało się odbić jeden posterunek policyjny, jednak w walkach poległo osiem osób po stronie rządowej. Operacja została podjęta, gdyż dżihadyści zaczęli zagrażać Bagdadowi. Do 21 stycznia 2014 w nalotach zginęło 50 rebeliantów.
26 stycznia podczas walk rebelianci uprowadzili pięciu żołnierzy oraz przechwycili sześć wojskowych pojazdów Humvee. Z kolei w trakcie powietrznych nalotów śmierć poniosło siedem osób. Rzecznik irackiego ministerstwa obrony Muhammad al-Askari powiedział, że siły bezpieczeństwa i plemienne oddziały paramilitarne odzyskały kontrolę nad wsią Abu Farraj, leżącą na północ od Ar-Ramadi, a także Al-Nasaf, na zachodnich obrzeżach z Al-Falludży. Przedstawiciel władz nazwał te tereny „strategicznymi”. Dzień później w akcji lotniczej i lądowej sił plemiennych zginęło 40 rebeliantów podczas ataków na ich bazy w Al-Falludży. 1 lutego 2014 wojsko zabiło 35 rebeliantów na przedmieściach Ar-Ramadi. Dwa dni później iraccy żołnierze i oddziały paramilitarne zabiły w Al-Falludży 57 ekstremistów.
5 lutego 2014 w prowincji Anbar w trakcie ofensywy śmierć poniosło 35 bojowników ISIS. 7 lutego 2014 w Al-Falludży zabito siedmiu rebeliantów, w Al-Karmie sześciu, a w Ar-Ramadi czterech zamachowców-samobójców. W dniach 17–18 lutego 2014 w prowincji Anbar zginęło 45 ekstremistów ISIS. W kolejnych dniach dochodziło do wielu potyczek między dżihadystami i siłami rządowymi, które przynosiły dziesiątki ofiar. ISIS rozpoczęło także ataki partyzanckie i terrorystyczne na północy kraju. W Al-Falludży nadal panował pat i niebezpieczeństwo ataku na stolicę. Z kolei 16 marca 2014 siły rządowe odzyskały kontrolę nad Ar-Ramadi. Do połowy marca 2014 z terenu walk uciekło 380 tys. osób, natomiast w czasie walk o Al-Falludżę i Ar-Ramadi śmierć poniosło łącznie 336 osób, a 1562 zostało rannych.

Stan posiadania w prowincji Anbar

Nocą 27 marca 2014 na południowy zachód od Al-Falludży w regionie Zuba doszło do potyczki między rebeliantami i siłami bezpieczeństwa, w wyniku których życie straciło 44 żołnierzy i czworo islamistów, a 22 zostało rannych. Radykałowie utrzymali kontrolę nad regionem. 10 kwietnia 2014 dżihadyści przejęli strategiczną hydroelektrownię na Eufracie pod Al-Falludżą, powodując powodzie. W nocy z 10 na 11 kwietnia 2014 doszło do krwawych walk w mieście Ar-Ramadi w wyniku których zginęło 50 funkcjonariuszy sił bezpieczeństwa oraz siedmiu rebeliantów. 27 kwietnia 2014 irackie helikoptery ostrzelały konwój ISIS na terytorium Syrii pod Wadi Suwab, niszcząc osiem cystern.
Wraz z początkiem ofensywy ISIS na północy Iraku reaktywowano aktywność dżihadystów w prowincji Anbar. 7 czerwca 2014 islamiści dokonali ataku na Uniwersytet Anbar w Ar-Ramadi. Po zabiciu kilku strażników, studentów wzięto za zakładników, jednak uwolniono ich po kilku godzinach. 12 czerwca 2014 doszło do walk w tym mieście. ISIS spaliło kwaterę główną wojska, pozbawiając przy tym życia 12 żołnierzy. 15 czerwca 2014 ekstremiści zajęli miejscowość Saklawija pod Al-Falludżą. Rebelianci zajęli sześć pojazdów Humvee, dwa czołgi oraz za pomocą broni przeciwlotniczej zestrzelili helikopter.

## Ofensywa Państwa Islamskiego na północy Iraku

### Atak na Samarrę i bitwa o Mosul
Po umocnieniu się dżihadystów z Islamskiego Państwa w Iraku Lewancie w syryjskiej przygranicznej z Irakiem muhafazie Dajr az-Zaur w maju 2014, kolejnego miesiąca ISIS rozpoczęło szeroko zakrojoną kampanię na północy Iraku. Operacja islamistów była możliwa dzięki swobodnym przekraczaniu granicy iracko-syryjskiej. Wstępem do ofensywy był atak na Samarrę, leżącą 125 km na północ od Bagdadu. Mianowicie w nocy 4 czerwca 2014 zamachowiec-samobójca wysadził się pod posterunkiem policji, zlokalizowanym na południe od miasta. Eksplozja i śmierć kilku funkcjonariuszy umożliwiła wjazd kolumnie pojazdów dżihadystów do miasta. Rebelianci bez większych problemów opanowali siedzibę władz miasta, miejscową uczelnię wyższą oraz dwa meczety. Według świadków islamisci do miasta wjechali o godz 3:30 (UTC+03:00). Rząd wysłał jednak posiłki z Bagdadu, dzięki którym udało się opanować sytuację w mieście. W potyczce śmierć poniosło 12 policjantów, kilku cywilów oraz kilkudziesięciu ekstremistów.

Prowincja Niniwa

Także 5 czerwca 2014 ISIS dokonało zuchwałego ataku na Mosul, drugie co do wielkości miasto kraju. Szturm nastąpił od strony zachodniej i te sektory stolicy muhafazy Niniwa zostały bez większych problemów zajęte przez islamistów. Punktem kulminacyjnym walk okazał się wieczór 9 czerwca 2014, kiedy to 2. Dywizja Piechoty i 3. Dywizja Zmotoryzowana irackiej armii uciekła z dwumilionowego Mosulu. Dzięki temu dżihadyści zdobyli budynek władz miasta i prowincji przy użyciu broni maszynowej i ręcznych granatników (RPG). Rebelianci atakowali również posterunki policyjne, uwalniając łącznie 2,4 tys. tamtejszych aresztowanych. Miasto zostało zdobyte przez ekstremistów w południe 10 czerwca 2014. Rebelianci kontrolowali również port lotniczy Mosul, przechwytując tamtejsze śmigłowce.
W trakcie walk z miasta uciekło pół miliona cywilów. Dżihadyści z tureckiego konsulatu uprowadzili 48 osób w tym konsula generalnego i członków tureckich sił specjalnych. Napastnicy uprowadzili też 28 tureckich kierowców ciężarówek, którzy dostarczali paliwo do elektrowni w Mosulu. Po dwóch dniach kierowcy zostali uwolnieni. W rękach islamistów znalazło się również 40 indyjskich pracowników budowlanych przebywających w Mosulu na tureckim kontrakcie. Ponadto rebelianci splądrowali magazyny z bronią, zajmując duże ilości dostarczonej przez Stany Zjednoczone sprzętu wojskowego. W trakcie walk dżihadyści dokonywali egzekucji na pojmanych członkach irackich sił bezpieczeństwa oraz dopuszczali się gwałtów na kobietach. Osoby oswobodzone z więzień były wcielane w szeregi islamistycznych bojówek. Ekstremiści uchwalili na terenie Mosulu obowiązywanie prawa szariatu, jednak pod wpływem innych grup bojowych, dekret ten został uchylony 13 czerwca 2014.
Premier Nuri al-Maliki poprosił o zwołanie nadzwyczajnego posiedzenia parlamentu i ogłoszenie stanu wyjątkowego. Po uprowadzeniu Turków, na wniosek Ankary, 11 czerwca 2014 odbyło się nadzwyczajne spotkanie ambasadorów przy NATO. Turcja zagroziła podjęciem „niezbędnych działań” w przypadku skrzywdzenia zakładników. Pomoc dla Iraku zaaferowały Stany Zjednoczone. Z kolei Premier Nuri al-Maliki zapewnił, że Irakijczycy rozwiążą kryzys „na własną rękę i niezależnie od kogokolwiek”. Zapowiedział, że odbuduje iracką armię z pomocą ochotników, i zagroził surowymi karami dezerterom oraz wyższym rangą wojskowym i urzędnikom, którzy opuszczą swoje stanowiska. W międzyczasie zebrała się również Rada Bezpieczeństwa ONZ, która potępiła działania dżihadystów. Sekretarz generalny ONZ Ban Ki-moon wezwał wspólnotę międzynarodową do zjednoczenia się na rzecz Iraku, „wyrażenia solidarności z Irakiem, który stoi w obliczu poważnego wyzwania w obszarze bezpieczeństwa”.

### Zajęcie Kirkuku przez Kurdów i uderzenie Państwa Islamskiego na prowincję Salah ad-Din
Już 8 czerwca 2014 ISIS rozszerzyło swoją działalność poza granice Mosulu, zajmując miejscowości Hawidża, Zab, Rijad oraz Abbasi, leżące pod Kirkukiem. W miejscowości Dżalula w prowincji Dijala zamachowiec-samobójca z ISIS wysadził się w biurze Patriotycznej Unii Kurdystanu, pozbawiając życia 18 osób. 9 czerwca 2014 ISIS w Kirkuku przeprowadziło egzekucję na 15 członkach irackich sił bezpieczeństwa. Wobec chaosu i zagrożenia uderzeniem na miasto, armia iracka opuściła Kirkuk. Skorzystali na tym Kurdowie, którzy wprowadzili 12 czerwca 2014 do miasta swoje jednostki Peszmergów, które zajęły 10 opuszczonych przez armię czołgów i oraz kilkanaście pojazdów Humvee.

Prowincja Salah ad-Din

11 czerwca 2014 dżihadyści kontrolowali aż 85% powierzchni terytorium prowincji Ninawa. Po tym niewątpliwym sukcesie rebelianci skierowali uderzenie na prowincję Salah ad-Din. Jeszcze tego samego dnia ISIS zajęło kilka wsi i bazę sił powietrznych Kajara pod miastem Asz-Szurkat oraz miasto Bajdżi, jednak znajdująca się tam rafineria ropy naftowej, była w posiadaniu irackich sił. Po wejściu do miasta rebelianci wypuścili na wolność więźniów i podpalili budynki publiczne. Mieszkańcy mówili, że na wielu budynkach powiewały sztandary dżihadystów, a ekstremiści ogłaszali z głośników, iż „przybyli, aby wyzwolić” miasto. Rafinerie zdobyto bez walki po tym, jak przywódcy plemienni reprezentujący ISIS przekonali 250 strażników do złożenia broni. Wieczorem islamiści i baasiści z Armii Nakszbandi zdobyli Tikrit, stolicę prowincji Salah ad-Din. Było to rodzinne miasto byłego dyktatora Saddama Husajna. Po zajęciu miasta, rebelianci uwolnili z miejscowego więzienia 300 osadzonych.
Ponadto dżihadyści zajęli miasto Salman Bag oraz wysadzili w powietrze konwój wojsk irackich w Tuz Churmatu, powodując 30 ofiar. Dodatkowo w Bakubie doszło do eksplozji podczas szyickiej procesji w wyniku czego śmierć poniosło 20 osób, a 28 zostało rannych. z kolei w Karbali w wyniku eksplozji samochodu-pułapki śmierć poniosły 34 osoby. 12 czerwca 2014 nad ranem padło Ad-Dur. Miasta te leżały ok. 90 km na północ od Bagdadu. Kolejnym miastem, które wpadło w ręce islamistów było Balad wraz z bazą lotniczą. Rebelianci przystąpili do oblężenia Samarry, zajęli też At-Tadżi i Duluiję, leżące 20 km od stolicy.
Wobec ofensywy ISIS, szyicki duchowny Muktada as-Sadr wezwał do powołania Irackich Brygad Pokoju, które miałyby chronić „święte miejsca”. Z kolei władze Iranu postawiły w stan gotowości brygady Korpusu Strażników Rewolucji Islamskiej i rozpoczęły przemieszczanie czołgów w stronę granicy z Irakiem. 13 czerwca 2014 przedstawiciel wpływowego islamskiego duchownego szyickiego, wielkiego ajatollaha Alego as-Sistaniego, wezwał obywateli do chwycenia za broń i podjęcie walki przeciwko sunnickim fundamentalistom. As-Sistani zaapelował do wszystkich zdolnych do walki mężczyzn irackich, by przyłączyli się do walki z Państwem Islamskim, walcząc w wojsku, innych siłach bezpieczeństwa lub w jednej z milicji tworzonych przez szyitów. Według dziennika „Wall Street Journal” 11 czerwca 2014 do Iraku przybyli żołnierze specjalnej jednostki – sił Ghods, podlegającej Korpusowi Strażników Rewolucji Islamskiej. Mieli operować wraz z wojskiem irackim pod Tikritem oraz zostały rozmieszczone w Bagdadzie, Karbali i An-Nadżafie. Kwaterą operacyjną irańskich si specjalnych była baza sił powietrznych Ar-Raszid w Bagdadzie. Tymczasem rzecznik ISIS Abu Muhammad al-Adnani wezwał członków ugrupowania i symaptyków do marszu na Bagdad. „Bitwa jeszcze się nie rozpętała, ale stanie się tak w Bagdadzie i Karbali. Nałóżcie wasze pasy i bądźcie gotowi” – wezwał al-Adnani. Tymczasem saudyjski książę Turki ibn Fajsal oskarżył iracki rząd za doprowadzenie do zagarnięcia północnego Iraku przez ekstremistów. Dodał, że same bojówki ISIS liczące 1,5–3 tys. osób, nie byłyby w stanie odnosić takich sukcesów, gdyby nie pomoc aktywistów z dawnej (zdelegalizowanej w 2003) irackiej partii Baas.

### Ofensywa Państwa Islamskiego w Dijali i rządowa kontrofensywa w Salah ad-Din
13 czerwca 2014 rebelianci zajęli miejscowości Sadijja i Dżalawla, a także kilka miejscowości na Wzgórzach Harmin w prowincji Dijala. W tym czasie Kurdowie zajęli miejscowość Dżalula, z kolei w czasie obrony Dżalawli zginęło dwóch Kurdów. Tymczasem w irackiej stolicy trwały przygotowania do ewentualnego odparcia ataku rebeliantów. Irackie Siły Bezpieczeństwa (ISF; „Iraqi Security Force”) były rozlokowywane na ulicach. Ludzie dokonywali zakupów artykułów pierwszej potrzeby, a w mieście panował powszechny chaos i atmosfera strachu. Ewakuowano budynek Ministerstwa Nauki i Technologii. Obronę stolicy planował według dziennika „The Indepedent” irański Korpus Strażników Rewolucji Islamskiej, który również chciał przełamać natarcie dżihadystów w prowincji Dijala wokół miejscowości Sadija.

Prowincja Dijala

W międzyczasie, 12 czerwca 2014 zebrał się parlament w celu wprowadzenia stanu wyjątkowego, ale na obrady przybyło tylko 128 członków parlamentu i nie udało się zebrać niezbędnego kworum, gdyż wielu deputowanych zbojkotowało posiedzenie. Ponadto 13 czerwca 2014 wygasł mandat parlamentu irackiego. Sytuacja, która powstała, wynika z opóźnienia o co najmniej 20 dni podania przez komisję wyborczą rezultatów wyborów parlamentarnych z 30 kwietnia 2014, które wygrała szyicka koalicja Państwo Prawa pod wodzą Malikiego.
Równocześnie 13 czerwca 2014 na terenie prowincji Salah ad-Din, kontrolowanej według raportu CNN w 60–70% przez radykalnych islamistów, ruszyła kontrofensywa irackich sił bezpieczeństwa. Do wieczora wojsko i policja oraz lojalne milicje paramilitarne odbyły z rąk ISIS wioski Duluija, Ad-Dur, Allam oraz Al-Muatasim. Kolejnego dnia w odbitej miejscowości Iszaki znaleziono spalone zwłoki 12 policjantów. 14 czerwca 2014 do Samarry przybył z wizytą Nuri al-Maliki. Premier mówił, iż miasto to będzie pierwszym punktem do pokonania zdrajców narodu. W innych nalotach w wykonaniu irackiego lotnictwa, wieczorem 13 czerwca 2014 śmigłowiec ostrzelał meczet w mieście Bajdżi. W meczecie dżihadyści przetrzymywali żołnierzy. W tym ataku zginęło ponad 30 osób. Do podobnego ataku z powietrza na meczet doszło także Tikricie. Wystrzelone ze śmigłowca rakiety chybiły jednak celu, powodując jednak śmierć trzech cywilów.
14 czerwca 2014 wojsko irackie starło się z bassistami w miejscowości Al-Udhim. Z kolei ISIS podjęło atak na punkt kontrolny postawiony przez Peszmergę w Dżaluli. Kurdowie odparli atak, w wyniku czego ekstremiści stracili 34 bojowników. ISF umocniło swoją kontrolę w Mukdadiji w prowincji Dijala po zwycięskim starciu z islamistami. Ponadto tego samego dnia w niefortunnym nalocie sił rządowych w prowincji Dijala zginęło siedmiu milicjantów Peszmergi. Do 14 czerwca 2014 w walkach z islamistami śmierć poniosło 128 irackich żołnierzy i policjantów oraz dwóch Kurdów z sił Peszmerga. W trakcie walk rozwiązaniu uległy cztery spośród 14 dywizji armii irackiej, głównie z powodu dezercji z pola bitwy. Jednak dżihadyści opublikowali w Internecie szereg zdjęć i materiałów wideo przedstawiające masowe egzekucje, dokonywane na irackich wojskowych. Według islamistów zabito nawet 1700 szyickich żołnierzy. Na podstawie zdjęć ekspertom wojskowym udało się ustalić śmierć co najmniej 170 żołnierzy. Według analizy Human Rights Watch, do egzekucji doszło w Tikricie nad rzeką Tygrys 12 czerwca 2014. Rozstrzelanych miało zostać między 560 a 770 żołnierzy. Także Wysoka Komisarz ONZ ds. Praw Człowieka Navanethem Pillay, stwierdziła, iż ISIS popełniało zbrodnie wojenne, rozstrzeliwując żołnierzy, rekrutów, policjantów i inne osoby z otoczenia irackich sił bezpieczeństwa. Z drugiej strony według raportu Human Rights Watch w sześciu irackich miastach po rozpoczęciu czerwcowej operacji przez ISIS, służby irackie zabiły 255 więźniów podejrzanych o kontakty z ekstremistami.

### Bitwa o Tall Afar i rafinerię w Bajdżi
15 czerwca 2014 wybuchła bitwa o Tall Afar, miastem leżącym 45 km na zachód od Mosulu. Działaniom w zamieszkiwanym głównie przez mówiących po turecku irackich Turkmenów, przewodziła Armia Nakszbandi, która przy wsparciu dżihadystów atakowała szyickich Turkmenów i pokonanych żołnierzy z Mosulu, broniących miasta. Obrońcy nie postawili jednak silnego oporu, uciekając na terytoria zamieszkiwane przez Kurdów. W walkach w których zginęło 28 osób. Mimo wysłania posiłków do Tall Afaru, rebelianci w kolejnych dniach odpierali próby kontrataków, opanowując całe miasto. Tymczasem rząd zapewniał, iż systematycznie odzyskiwał kontrolę na prowincją Salah ad-Din, gdzie w antypartyzanckich nalotach powietrznych zginęło 278 osób. Niemniej wiele irackich posterunków granicznych z Syrią zostało porzuconych, w wyniku czego granica rozszczelniła się, umożliwiając swobodny transport bojówek z Syrii do Iraku. Przed tym rebelianci syryjskich ugrupowań Dżabhat an-Nusra i Frontu Islamskiego stacjonujący na przejściu granicznym Abu Kamal-Al-Ka’im, rozkradli uzbrojenie 14. Dywizji IA, obsadzającej posterunek graniczny. Wobec dezercji 14. Dywizji IA zarządzono przerzucenie jednostek irackiego wojska z Basry i Al-Kut do prowincji Anbar. Tymczasem w prowincji Dijala po upadku Al-Udhaim, toczył się bój o wojskowy obóz Aszraf. ISIS dokonało ponadto atak na centrum rekrutacyjne w Mukdadiji. Zginęło tam sześć osób. Z kolei w zamachu w Bagdadzie dziewięć osób zginęło, a 20 odniosło rany, kiedy samobójca wysadził się w powietrze niedaleko Placu Tahrir w centrum miasta. Wieczorem w nalocie sił powietrznych na Mosul śmierć poniosły troje dzieci oraz dwie kobiety.
16 czerwca 2014 w zasadzce zorganizowanej przez ISIS pod Samarrą śmierć poniosło 29, a rannych zostało 190 szyickich bojówkarzy lojalnych wojsku rządowemu. Z kolei siły rządowe poinformowały, że doszło do pierwszych regularnych starć pod Bagdadem. Były one zwycięskie dla sił bezpieczeństwa, które zabiły 56 rebeliantów. Z drugiej strony ISF próbowała bezskutecznie odbić rafinerię Bajdżi. 29 dżihadystów zginęło w potyczce z iracką policją i wojskiem w dwóch lokalizacjach podczas próby odbicia przez siły rządowe Al-Udhaim. Ponadto ośmiu żołnierzy zginęło w walkach z rebeliantami w prowincji Dijala pod Mukdadiją, Dżalulą i Sadiją. W walkach poległ również pierwszy Irańczyk z jednostek specjalnych Al-Kuds. Wieczorem ISIS dokonało szturmu na posterunek policji w Bakubie. W trakcie walk śmierć poniosło 44 przetrzymywanych tam więźniów. Niemal jednocześnie doszło do zamachu samobójczego w Mieście Sarda w Bagdadzie, gdzie w efekcie eksplozji na zatłoczonym targowisku śmierć poniosło 14 osób. Kolejnego dnia siły bezpieczeństwa zdołały odeprzeć atak rebeliantów na Bakubę.
W związku z sytuacją w Iraku, amerykański prezydent Barack Obama zdecydował o wysłaniu 275 żołnierzy do ochrony ambasady USA i amerykańskich obywateli w Bagdadzie. 17 czerwca 2014 ISIS zajęło posterunek policji i siedzibę władz miasta Multaka, leżącego na południowy zachód od Kirkuku. W mieście Balad koło dworca kolejowego, służby porządkowe, znalazły 25 ciał ofiar egzekucji. Tymczasem pod Bagdad ściągali iraccy szyiccy bojownicy, którzy walczyli pod Damaszkiem po stronie Baszszara al-Asada podczas syryjskiej wojny domowej. 18 czerwca 2014 prezydent Iranu Hasan Rouhani oświadczył, że „Iran nie zawaha się chronić świętych szyickich miejsc przed zabójcami i terrorystami”. Dodał także, że do walki przeciwko radykalnym sunnitom zgłosiło się wielu ochotników. Tymczasem rząd iracki oficjalnie zwrócił się do Stanów Zjednoczonych o przeprowadzenie ataków z powietrza przeciwko sunnickim dżihadystom. Z kolei wiceprezydent USA Joe Biden w rozmowie telefonicznej z Nurim al-Malikim, przewodniczącym parlamentu, sunnitą Usamą an-Nudżajfim oraz przywódcą autonomicznego regionu Kurdystanu Masudem Barzanim, zaapelował o utworzenie rządu jedności narodowej. 19 czerwca 2014 Barack Obama obiecał, że wyśle do Iraku dodatkowo 300 doradców wojskowych, by wzmocnić wywiad i szkolenia na zapleczu frontu.
W nocy 18 czerwca 2014 ISIS dokonało szturmu na rafinerię w Bajdżi, chronioną przez garnizon ISF. Atak rozpoczął się o godz. 1:00 czasu lokalnego z dwóch stron. Według oficjalnych źródeł agencyjnych, islamiści objęli kontrolą 75% rafinerii, z kolei administracja Malikiego informowała o odparciu szturmu i zabiciu 40 rebeliantów. Ponadto ISIS zajęło trzy wioski – Abu Hassan, Birwadżli i Bastamli – w prowincji Salah ad-Din. Ponadto dżihadyści dokonali egzekucji pojmanego dwa dni wcześniej irackiego sędziego, który w 2006 skazał na karę śmierci Saddama Husajna – Raufa Raszida Abd ar-Rahmana. W pobliżu Kirkuku porwano też 60 robotników z Turcji, z kolei w Durze uprowadzono 15 Turków budujących szpital. 19 czerwca 2014 siły rządowe ogłosiły zwycięstwo w bitwie o rafinerię ropy naftowej w Bajdżi, dodając, że w trakcie walk wyeliminowano 100 rebeliantów. Jednak iraccy świadkowie donosili, że w niektórych sektorach obiektu nadal powiewały flagi dżihadystów. Ekstremistom udało się przejąć magazyn z bronią chemiczną Al-Mutanna umiejscowionym nad Jeziorem Tharthar, leżącym 72 km na północny zachód od Bagdadu.
20 czerwca 2014 islamiści dokonali kolejnego szturmu na rafinerię Bajdżi. W trakcie działań zbrojnych rebelianci na terenie kompleksu uwięzili 270 żołnierzy. Rafineria padła 21 czerwca 2014, co potwierdziło wojsko. Ekstremiści oddali rafinerię ropy naftowej pod zarząd lokalnych plemion, których zadaniem było wznowienie produkcji. Tym samym islamiści zapewnili sobie tworzonemu kalifatowi energetyczną niezależność, gdyż większość paliwa wytwarzanego w rafinerii przeznaczane jest na obszary, który w znacznej części wpadł w ręce ISIS. 75 strażników z rafinerii w Bajdżi zostało zwolnionych przez rebeliantów po wynegocjowaniu umowy w dniu 23 czerwca 2014. Następnie doszło do nalotu powietrznego na kompleks w wyniku czego śmierć poniosło 19 islamistów. Dżihadyści, którzy skutecznie odpierali kontrataki ISF, zaatakowali lotniczy w Tall Afar. Lotnisko zostało ostatecznie zdobyte 23 czerwca 2014. Na front pod Tall Afar rząd zdecydował się wysłać dodatkowo 2 tys. wojskowych. Ponadto Nuri al-Maliki zaoferował każdemu ochotnikowi, który przystąpi do tłumienia islamskiej rebelii, 650% miesięcznego żołdu. Po upadku portu lotniczego Tall Afar, jednostki ISF pod dowództwem Chalida al-Chazjariego zarządziły „taktyczny odwrót” do Sindżaru, co oznaczało ostateczną utratę kontroli nad miastem Tall Afar po dziewięciodniowej bitwie. Tymczasem dżihadyści publikowali zdjęcia ze zdobytego miasta prezentując przechwycone uzbrojenie i zwłoki irackich żołnierzy.

### Walki o przejścia graniczne i ofensywa wzdłuż Eufratu
W dniach 19–21 czerwca 2014 toczyła bitwa między ISIS o siłami irackimi o kontrolę nad iracką częścią przejścia granicznego Abu Kamal – Al-Ka’im. Sunniccy rebelianci opanowali przejście graniczne, zabijając 34 funkcjonariuszy sił bezpieczeństwa. Pełna kontrola nad przejściem granicznym znacznie ułatwiła dżihadystom transport broni i ciężkiego sprzętu na front wojny z rządem w Bagdadzie, zwłaszcza iż kontrolujący syryjską stronę granicy ugrupowanie Dżabhat an-Nusra, oficjale ugrupowanie powiązane z Al-Ka’idą, zadeklarowali 25 czerwca 2014 lojalność wobec Islamskiego Państwo w Iraku i Lewancie. Zjednoczenie dt. przejścia granicznego Abu Kamal – Al-Ka’im, gdzie garnizon Dżabhat an-Nusra przeszedł na stronę ISIS. Mimo tego między rywalizującymi ugrupowaniami doszło do walk. Dżabhat an-Nursa wraz z innymi islamskimi brygadami usiłowała bronić przygranicznych pozycji, jednak ostatecznie zostali pobici przez dżihadystów tworzących kalifat. Abu Kamal padło 1 lipca 2014.
Po sukcesie w Al-Ka’im, 21 czerwca 2014 ISIS uderzyło na Rawę, Anę i Husajjbę, leżące nad Eufratem. Miasta te zostały natychmiastowo opanowane przez dżihadystów. Oblężono ponadto kwatery dowództwa wojsk irackich w pobliżu tych miast. W walkach śmierć poniosło 21 osób. Wieczorem padło także miasto Rutba, leżące na trasie prowadzącej z Bagdadu do przejścia granicznego Al-Walid. Rano 22 czerwca 2014 ISIS przejęło siedzibę dowództwa generalnego ISF w Rawie. Następnie dżihadyści ruszyli w kierunku strategicznej elektrowni wodnej w mieście Hadisa. Do obrony miasta wysłano 7. Dywizję ISF. Kontynuując ofensywę na granicy, rebelianci wysunięte najbardziej na południe przejście graniczną z Syrią – At-Tanf – Al-Walid, oraz przejście graniczne z Jordanią – Turajbil. W związku z tym Jordania rozmieściła dodatkowe oddziały wojska na granicy z Irakiem. Tym samym dwa z trzech przejść granicznych z Syrią było chwilowo pod kontrolą ISIS (północne przejście Dżarubija – Rabia było pod kontrolą sił kurdyjskich). Jednak już wieczorem siły rządowe i wspierające je sunnickie oddziały paramilitarne odbyły bez walki przejście graniczne Al-Walid.
24 czerwca 2014 Syryjskie Arabskie Siły Powietrzne zbombardowały przejście graniczne Abu Kamal – Al-Ka’im. Według CNN w nalocie zginęło 57 irackich cywilów, a 120 odniosło rany. Syria także zmagała się z dżihadystami na swoim terytorium, jednak nie koordynowała operacji z Bagdadem. Mimo tego premier Maliki „z zadowoleniem przyjął” atak wymierzony w islamistów z ISIS. Bomby spadły też na urząd miasta, targowisko i bank w Rutbie. Nie było jasne kto stał za nalotem. 26 czerwca 2014 irackie organizacje plemienne przepędziły dżihadystów z przejścia granicznego Turajbil. Również 26 czerwca 2014 ISF powstrzymało marsz rebeliantów na Hadisę, doprowadzając, 13 km na południe od niej do potyczki w Barnawie. 27 czerwca 2014 ISIS i sprzyjające ekstremistom grupy bojowe doprowadziły do odwrotu ISF z Tamimu, leżącego na zachód od Ar-Ramadi.
30 czerwca 2014 islamiści otoczyli 8. Dywizję IA broniącą hydroelektrownie w Hadisie. Wraz z bojownikami Wojskowa Rada Rewolucjonistów Anbar, dżihadyści podjęli operację zmierzającą do przejęcia kontroli nad strategicznym obiektem. 1 lipca 2014 siły IS wraz z JRTN, Armią Islamską w Iraku oraz innymi batalionami islamskimi negocjowały z miejscowymi plemionami bezkrwawe przejęcie Hadisy przez sunnickich rebeliantów. Tymczasem w ostrzale Al-Falludży w wykonaniu IA zginęło dziewięciu cywilów. 5 lipca 2014 islamiści uszkodzili most na Eufracie w Saklawiji, łączący Bagdad z Ar-Ramadi. 9 lipca 2014 Syryjskie Arabskie Siły Powietrzne dokonały nalotu na miasto Al-Ka’im. Celem nalotu była miejscowa stacja mereologiczna oraz budynek władz miejskich. Uszkodzeniu uległo kilka sklepów i domów w wyniku czego siedmiu cywilów poniosło śmierć.
12 lipca 2014 o godz. 3:00 czasu lokalnego, ekstremiści dokonali szturmu na Hadisę. Irackie siły bezpieczeństwa odparły atak, pozbawiając życia 13 ekstremistów. Kolejnego dnia rebelianci ponowili działania, tracąc kolejnych 13 bojowników. Tymczasem stacjonujące pod Al-Falludżą wojsko irackie, ostrzelało miasto, zabijając siedmiu cywilów. 15 lipca 2014 w wyniku wybuchu samochodu-pułapki w Hit zginęło pięć osób. 17 lipca 2014 setki cywilów uciekło z dzielnicy At-Tamim w Ar-Ramadi zajętej przez dżihadystów. 20 lipca 2014 w wyniku bombardowania szpitala w Al-Falludży, śmierć poniosło 15 cywilów. Podczas ataku użyto bomb beczkowych, moździerzy i rakiet. 24 lipca 2014 lotnictwo IA dokonało nalotu na Garmę, leżącą na północ od Al-Falludży, gdzie zginęło 10 osób. Drugie uderzenie powietrzne dokonano na konwój islamistów między Rawą i Al-Ka’im, gdzie zniszczono osiem pojazdów należących do rebeliantów.
27 lipca 2014 IS dokonało ataku na miasto Hit. W mieście wybuchły ciężkie walki islamistów z siłami bezpieczeństwa. W starciach zginęło 15 rebeliantów. Dzień później rebelianci dokonali ataku na kwaterę 8. Brygady IA pod Ar-Ramadi. 1 sierpnia 2014 dżihadyści wspierani przez inne sunnickie ugrupowania radykalne, używający ciężkiej broni, czołgów i pojazdów opancerzonych skradzionej z bazy 8. Brygady IA dokonali szturmu na tamę w Hadisie, bronioną przez wojsko irackie i lojalistów plemiennych, którzy ponieśli straty. Kolejnego dnia uderzenie IS zostało odparte na południe od Hadisy. 3 sierpnia 2014 IS ponowiło atak na Hadisę z trzech stron. Szturmy zostały odparte przez IA, które zabiło dziewięciu rebeliantów. 5 sierpnia 2014 do Hadisy przybyły posiłki irackiego wojska, które rozpoczęły operację eliminacji dżihadystów. Mimo tego następnego dnia ekstremiści zajęli dzielnicę Hadisy – Barnawę. Kolejny szturm na Hadisę z 11 sierpnia 2014 został odparty przez miejscowe bojówki plemienne.
20 sierpnia 2014 bojówki plemienne wspierane przez ISF zaatakowały ekstremistów w zajętej przez nich dzielnicy Barnawa. W potyczce zginęło 31 okupantów. Dzień później, aby rozłożyć ciężar walk, zgrupowanie Państwa Islamskiego dokonało ataku na Hadisę od północnej strony, wdając się w dzielnicy Sakran w walkę z irackimi siłami bezpieczeństwa, które potwierdziły w starciach śmierć kolejnych 12 dżihadystów. 25 sierpnia 2014 irackie lotnictwo dokonało nalotów na Al-Falludżę, w czasie gdy trwała tam parada wojskowa IS. W nalotach zniszczonych zostało 15 pojazdów oraz rannych zostało 45 ekstremistów. Zginęło także 11 przypadkowych cywilów. Z kolei w nalotach z 28 sierpnia 2014 na Al-Falludżę, śmierć poniosło 12 cywilów.
W dniach 6–7 września 2014 odbyła się operacji sił irackich i sunnickich bojowników prorządowych w Hadisie, w efekcie której udało odbić się dzielnicę mieszkalną Barnawa. 7 września 2014 naloty w rejonie tamy Hadisa rozpoczęło amerykańskie lotnictwo. Na lądzie operowało tam irackie wojsko oraz siły sunnickie. Dwa dni później podczas nalotów na tamę Hadisa, zniszczonych zostało osiem pojazdów należących do Państwa Islamskiego oraz dwa zestawy broni przeciwpowietrznej. 13 września 2014 siły rządowe rozpoczęły operacje oczyszczania wioski Abu Hajat, leżącą pod Hadisą. Dzień później ukończono odbudowę mostu łączącego Barnawę z pozostałą częścią Hadisy. Wieś Abu Hajat została odbita 15 września 2014. W walkach zginęło dziewięciu rebeliantów. Następnie irackie wojsko i lojaliści skierowali swoje siły w kierunku Rawy. W międzyczasie lotnictwo dokonało nalotów na pozycje islamistów w okolicach miasta Garma pod Al-Falludżą. Zginęło tam 17 ekstremistów. Tymczasem na południowy zachód od Bagdadu nalotów dokonało amerykańskie lotnictwo. Był to pierwsze naloty dokonane tak blisko irackiej stolicy.
17 września 2014 siły irackie rozpoczęły operację na terenie Ar-Ramadi i Al-Falludży. Obszary w zachodniej części Ar-Ramadi ostrzelano z moździerzy, dział i wyrzutni rakietowych. Do walki włączyły się tam prorządowe sunnickie milicje plemienne, które zabiły ośmiu rebeliantów. W trakcie walk doszło tam do wybuchu ciężarówki-pułapki w wyniku czego śmierć poniosło sześciu cywilów. W Al-Falludży 12 cywilów zginęło na przedmieściu As-Sudżur w rezultacie intensywnego ostrzału artyleryjskiego i ataków lotniczych.

## Ustanowienie Państwa Islamskiego

### Ruchy oporu przeciwko Państwu Islamskiemu

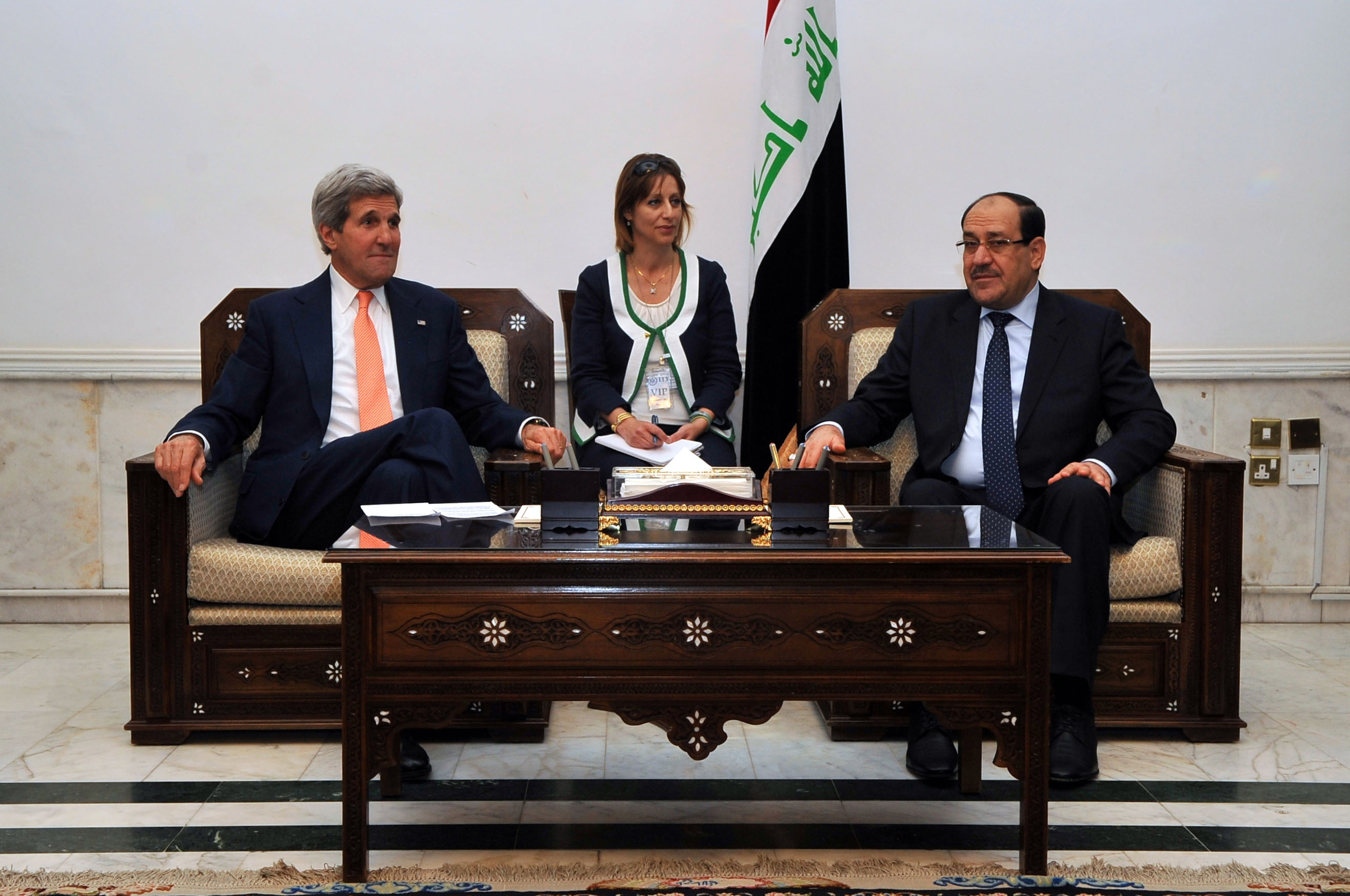
Sekretarz Stanu USA John Kerry w trakcie spotkania z premierem Iraku Nurim al-Malikim w Bagdadzie, 23 czerwca 2014

Po zawojowaniu północno-wschodniego Iraku ofensywa Państwa Islamskiego w Iraku wyhamowała. Ekstremiści w lipcu 2014 skupili się w Iraku na obronie zdobytych w poprzednim miesiącu pozycji, gdyż podjęli kolejną fazę szeroko zakrojonej ofensywy w syryjskiej muhafazie Dajr az-Zaur, w której do połowy lipca 2014 w ciągu dwóch tygodniu przepędzili inne syryjskie ugrupowania rebelianckie i podbili niemal całą muhafazę.
Tymczasem 20 czerwca 2014 w Dżaluli dżihadyści wdali się w walkę z Kurdami, w wyniku czego miasto zostało podzielone na dwie strefy wpływów. 21 czerwca 2014 w Bagdadzie i szyickich miastach takich jak Basra, Karbala, Diwanija czy An-Nadżaf doszło do manifestacji sadrytów, którzy liczyli 10 tys. bojowników szyickich. 23 czerwca 2014 z wizytą w Bagdadzie zawitał amerykański sekretarz stanu John Kerry. Amerykański szef dyplomacji wezwał rządzących szyitów, aby przekazali więcej władzy politycznym oponentom w kraju ogarniętym sunnicką rebelią. Kerry zaznaczył irackiemu premierowi, ze sytuacja w Iraku zagrażała bezpieczeństwu w regionie i na świecie. Tymczasem pod Dżalulą sunniccy ekstremiści wysadzili w powietrze samochód-pułapkę pod kurdyjskim wojskowym punktem kontrolnym, w wyniku czego uszkodzony został kluczowy most i śmierć poniosło trzech bojowników Peszmergi. Z kolei podczas transportu więźniów oskarżonych o terroryzm z więzienia w Al-Hilli do An-Nasirijji, doszło do ataku ISIS na siły irackie. Celem akcji było uwolnienie sunnitów z konwoju więziennego. W trakcie walk zginęło ośmiu napastników i 70 więźniów. Okoliczności ich śmierci nie są znane, jednak zostali prawdopodobnie zabici przez strażników, aby zapobiec ucieczce i wstąpieniu w szeregi dżihadystów.
Działania Islamskiego Państwa w Iraku i Lewancie doprowadziły w szeregach sunnickich rebeliantów doszło do zatargu. 21 czerwca 2014 pod Hawidżą, kontrolowanej przez ISIS i Armię Nakszbandi, doszło do starcia między członkami ugrupowań militarnych, w wyniku czego śmierć poniosło 17 osób. 23 czerwca ISIS uprowadziło 67 rodzin ze wsi Alam leżącej między Tirkitem i Kirkukiem po tym, jak tamtejsze jednostki samoobrony postawiły opór dżihadystom. 24 czerwca 2014 dżihadyści zajęli pobliskie naftowe Adżil. W międzyczasie oddziały ISF i wspierające je oddziały szyickie odbiły miasto Al-Udhaim w Dijali. Z kolei w Sadiji doszło do zaciętej potyczki między Peszmergą a islamistami. 25 czerwca 2014 napięta sytuacja panowała w Hawidży, gdzie zawiązał się Batalion Wyzwolenia Hawidży złożony z postsadamowskich żołnierzy JRTN oraz plemiennych organizacji paramilitarnych, dążący do wygrania ISIS z miasta. Batalion dopuszczał się ataków na konwoje dżihadystów w mieście. Sytuacja w mieście została jednak opanowana przez ISIS, która zorganizowała dzień później pokazową paradę. Podobna demonstracji siły odbyła się 24 czerwca 2014 w Mosulu. Na zdjęciach z parady dżhihadyści prezentowali zdobyte pojazdy opancerzonych i pociski 155mm, które były dostarczane armii irackiej przez Stany Zjednoczone. ISIS dokonało ataku na port lotniczy Al-Bakr-Balad. Islamiści w trakcie walk zajęli okoliczne wioski i wojskowy obóz Tadżi. Kolejnego dnia sunnickie jednostki samoobrony wrogie ISIS wyparły dżihadystów ze wsi Alam.
ISIS wznowiła także wykorzystywanie zamachowców-samobójców. 25 czerwca 2014 rebelianci przeprowadzili atak moździerzowy na targowisko w Mahmudiji, leżącej na południe od Bagdadu. Następnie wysadził się tam zamachowiec-samobójca, w wyniku czego zginęło 15 osób, a 65 zostało rannych. Podobny atak moździerzowy miał tam miejsce dwa dni później. Wówczas śmierć poniosły cztery osoby. 26 czerwca 2014 kolejny zamachowiec-samobójca wysadził się w bagdadzkiej dzielnicy Bab ad-Dirwiza pod sanktuarium Imama al-Kazimija, powodując śmierć 22 i rany 44 osób. ISIS starło się również ze sprzymierzonymi siłami ISF, plemiennymi i szyickimi bojówkami w Dali Abbas na północ od Mukdadiji. Mimo utraty siedmiu bojowników, zajęli dżihadyści zajęli sporny region. 27 czerwca 2014 rebelianci za pomocą pocisków moździerzowych dokonali ataku na pozycje wojska w Samarze, w efekcie czego zginęło trzech żołnierzy, a 25 zostało rannych. Z kolei w Latifiji na południe od Bagdadu, operację antypartyzancką podjęła 17. Dywizja IA, w wyniku czego śmierć poniosło 15 osób.
28 czerwca 2104 ISIS odcięło dostawy wody z Mosulu na tereny wiejskie na północ i zachód od miasta. Po tym Peszmerga zablokowała drogi dojazdowe do miasta. Świadkowie donosili również o nalotach irackich sił powietrznych na Mosul. 29 czerwca 2014 ISIS walczyło z innymi sunnickimi bojówkami antyrządowymi pod egidą JRTN w Hamrinie pod Bakubą. 1 lipca 2014 sunnici dokonali ataku moździerzowego na stanowiska dżihadystów. W Asz-Szarkacie dżihadysci przeprowadzili operację przeciwko oficerom ISF. Wysadzili improwizowane ładunki wybuchowe pod siedmioma domami oficerów i uprowadzili 20 funkcjonariuszy ISF i żołnierzy IA. Równocześnie pod Babilem doszło do potyczki z wojskiem rządowym. Zaatakowano tam władze miast i regionalną siedzibę wojsk. Tymczasem pod Kirkukiem, Peszmerga dokonała ataku na islamistów we wsi Baszir, zamieszkiwanej przez szyickich Turkmenów. W tym celu Kurdowie uformowali specjalne dowództwo wojskowe, by powstrzymać dżihadystów pod Kirkukiem. Dzień później islamiści odpowiedzieli atakiem moździerzowych, raniąc siedmiu przeciwników. Peszmerga nie została dłużna, wprowadzając na plac boju artylerię. 2 lipca 2014 do kolejnego starcia doszło w Dżaluli, w którego wyniku śmierć poniosło pięciu kurdyjskich bojowników oraz trzech islamistów. W kolejnych dniach Peszmerga użyła starszyznę plemienną jako mediatorów w celu pokojowego rozwiązania sytuacji w Dżaluli 5 lipca 2014 sunnickie bojówki wrogie Państwu Islamskiemu zabili w miejscowości Raszad pod Kirkukiem tamtejszego przywódcę dżihadystów.
11 lipca 2014 Peszmerga odbiła z rąk islamistów pola naftowe Baj Hassan pod Kirkukiem, produkujące 195 tys. baryłek ropy naftowej dziennie. W trakcie walk, Kurdowie wysadzili w powietrze samochód-pułapkę kierowanego przez kamikadze, w wyniku czego śmierć poniosły dwie osoby. Tego samego dnia sadrystyczne Brygady Pokoju wystrzeliły 20 pocisków moździerzowych na obrzeżach Samarry, doprowadzając do wycofania islamistów, którzy wykorzystali cywilów jako żywe tarcze. 14 lipca 2014 zamachowiec-samobójca wysadził się w powietrze w kurdyjskim punkcie kontrolnym w Kara Tapa w prowincji Dijala. W efekcie ataku 14 kurdyjskich bojowników zginęło lub zostało rannych. 16 lipca 2014 pod Dżalulą wybuchły nowe walki między sunnitami i Kurdami, w efekcie czego ponad 200 rodzin porzuciło swoje miejsca zamieszkania. Ciężkie walki wybuchł również w Tal al-Ward pod Kirkukiem. IS atakując pozycje Peszmergi użyło pocisków moździerzowych. W wyniku dwudniowej potyczki życie straciło dwóch Kurdów, a dziesiątki odniosło rany.
16 lipca 2014 w Sadiji wybuchły walki między ekstremistami IS i Armii Islamskiej w Iraku. W potyczce zginęło ośmiu członków IS oraz 11 bojowników Armii Islamskiej. Po walkach Państwo Islamskie dokonało egzekucji na 10 członkach Armii Islamskiej i Armii Nakszbandi. 15 lipca 2014 Armia Mudżahedinów, składająca się z sunnitów, którzy przeciwstawili się agresji Zachodu na Irak w 2003, rozprowadzała w prowincji Dijala ulotki, na których widniały informacje, dlaczego odrzuca zwierzchnictwo Państwa Islamskiego i jego idee. Dzień później w Sadiji znaleziono pozbawione głowy zwłoki lokalnego lidera ugrupowania Ansar as-Sunna, które również przeciwstawiło się IS. Ansar as-Sunna bezpośrednie starcie z IS stoczyła pod Sadiją 21 lipca 2014. Wówczas śmierć poniosło sześciu rebeliantów Ansar as-Sunna i pięciu IS.

### Próba odbicia Tikritu przez IA
26 czerwca 2014 rozpoczęła się kontrofensywa irackiego wojska od próby odbicia Tikritu z rąk islamistów. IA dokonało desantu z helikopterów, które wylądowały na stadionu mieszczącym się przy uniwersytecie na północy miasta. Po wylądowaniu desantu rozpoczęły się zacięte walki o budynki uniwersytetu. Armia obsadziła snajperów na dachach budynków. W trakcie prowadzonej jednocześnie operacji powietrznej, jeden z pocisków trafił w szpital wojskowy znajdujący się kilkaset metrów na południe od epicentrum walk. Kolejnego dnia toczono walki już na mniejszą skale o poszczególne budynki uniwersytetu, które były obsadzane przez szyickich bojowników. W trzecim dniu intensywnych nalotów z wykorzystaniem bomb beczkowych, na pozycje rebeliantów, którzy atakowali żołnierzy zainstalowanych na terenie kampusu uniwersyteckiego, rozpoczęła się ofensywa lądowa. Wejście do miasta utrudniało żołnierzom silne zaminowanie dróg. Ponadto islamiści postawili zaciekły opór. W związku z tym bitwa koncentrowała się na obrzeżach miasta, gdzie zginąć miało 60 islamistów. 29 czerwca 2014 po nieudanych próbach przedostania się do miasta od strony południowej, żołnierze w celu przegrupowania wycofali się do pobliskiej miejscowości Dijala. Rebelianci ruszali za wycofującą się armią, atakując 20 km od Tikritu.
Równolegle toczyły się krwawe walki o bazę sił powietrznych i uniwersytet na północy miasta, gdzie do boju wysłano czołgi. W trakcie bitwy nad miastem zestrzelony został kolejny helikopter, który rozbił się w okolicach rynku. Armia twierdziła, iż w ciągu 24 godzin zginęło 70 dżihadystów, a także że przejęto kontrolę nad uniwersytetem. 30 czerwca 2014 siły walczące o uniwersytet i bazę sił powietrznych podjęły próbę połączenia się, jednak nie powiodła się ona po napotkaniu ciężkiego oporu ze strony rebeliantów. Uderzenie na miasto zostało skutecznie odparte przez islamistów i bitwa w jego obrębie zakończyła się niepowodzeniem IA. Walka nadal była toczona na południowym przedpolu Tikritu, jednak próba ataku na miasto nie została przeprowadzona, gdyż w Samarze mobilizowano dodatkowe siły. W trakcie potyczki u bram Tikritu, IA odbiło miejscowość Mukajszifa, zabijając 40 rebeliantów. Łącznie według irackich sił podczas nieudanego szturmu na Tikrit zginęło 110 rebeliantów.
15 lipca 2014 siły bezpieczeństwa rozpoczęły w południowych i północnych partiach Tikritu operację pod kryptonimem „Tnący Miecz”. Celem operacji był zajęcie kluczowych punktów w mieście. Wojsko twierdziło, że zajęło szpital i akademię policyjną. W trakcie ofensywy żołnierze natrafili na opór postawiony przez snajperów IS. Następnego dnia ISF, wycofało się z zajętych pozycji z powodu oporu IS i silnego zaminowania. Ponadto IS ostrzelało dzielnicę Amirli. Ciężkie zmagania między stronami konfliktu trwały 17 lipca 2014 u południowych bram miasta. Rebelianci za pomocą pocisków moździerzowych zaatakowały Bazę Speicher, niszcząc dwa helikoptery. Zajęli również drogę prowadzącą do bazy. Dzień później rebelianci ogłosili, iż zdobyli kontrolę nad bazą i lotnisko. Baza i lotnisko została odbita przez iracką armię w ciągu 48 godzin. Walki toczyły się również o kontrolę nad głównym szpitalem. 18 lipca 2014 miała miejsce potyczka o tikricki uniwersytet, który był kontrolowany przez ISF.
Ponowny szturm na Tikrit w wykonaniu ISF, szyickich bojówek paramilitarnych miał miejsce 19 sierpnia 2014. Skoordynowany atak na miasto nastąpił z trzech stron – od południa, zachodu oraz północy. Natarcie sił irackich było utrudnione z powodu silnego zaminowania dróg dojazdowych do miasta oraz aktywności islamskich snajperów. Podczas pierwszego dnia III fazy bitwy o Tikrit, nie udało się przebić do centrum miasta, jednak siły sprzymierzonym zdołały odblokować drogę pod miastem łącząca wieś Uja leżącą na południe od Tikritu do Bazy Speicher, zlokalizowaną na zachód od bram miasta. W efekcie tego 20 sierpnia 2014, ISF zostało zmuszone do opuszczenia pozycji w południowo-zachodniej części Tikritu. Następnego dnia irackie lotnictwo rozpoczęło bombardowanie pozycji IS w centrum miasta i na zachodnich rogatkach Tikritu.

### Proklamowanie Państwa Islamskiego

Tereny kontrolowane przez Państwo Islamskie (czerwony) w lipcu 2014 i regiony operacyjne IS (ciemny różowy)

Po podbiciu niemal w maju 2014 całej syryjskiej muhafazy Dajr az-Zaur oraz po udanej czerwcowej kampanii irackiej, 29 czerwca 2014, pierwszego dnia ramadanu, Islamskie Państwo w Iraku i Lewancie ogłosiło powstanie kalifatu pod nazwą „Państwo Islamskie” (IS; „Islamic State”) na ziemiach przez siebie kontrolowanych. Nowa nazwa dotyczyła też ugrupowania z którego usunięto wyrazy „Irak” oraz „Lewant”. Na czele kalifatu stanął wybrany przez szurę, lider ugrupowania, szejk Abu Bakr al-Baghdadi. W domniemaniu kalif stał się przywódcą wszystkich muzułmanów na świecie. Rzecznik ISF, Kasim Atta, powiedział, iż deklaracja IS „jest sygnałem dla całego świata, że to dżihadystyczne ugrupowanie stanowi poważne zagrożenie”. Z kolei władze USA, ze deklaracja suwerenności IS nie „nie ma znaczenia”. W międzyczasie w Bagdadzie szwadron śmigłowców i bezzałogowe aparaty latające, które były wsparciem dla wysłanych żołnierzy. Według uchodźców, IS na kontrolowanych terytoriach dokonywało czystek na innowiercach i przeciwnikach ofensywy islamistów. Jeżeli pojmanych szyitów nie byli w stanie wymienić na swoich współtowarzyszy broni to wówczas ścinano ich. Podobnie traktowano innych jeńców, którzy nie złożyli przysięgi wierności kalifowi. W czerwcu 2014 w Iraku śmierć poniosło 2417 osób w tym 1531 cywilów i 886 funkcjonariuszy ISF. Bilans opublikowany przez ONZ nie zawierał strat bojowych rebeliantów. Był to najgorszy bilans świadczący o poziomie przemocy od maja 2007.

### Odbicie Bajdżi przez siły bezpieczeństwa ISF; rosyjskie dostawy Su-25 do Iraku
30 czerwca 2014 irackie wojsko dokonało również kontruderzenia na miasto Bajdżi. Atak miał miejsce w dzielnicach Risala, Asri oraz Tamim. Zginęło sześć osób, a 10 odniosło rany. W mieście znaleziono ofiary egzekucji, które pracowały dla wywiadu IA. 4 lipca 2014 antyterroryści z 9. Dywizji IA dokonali operacji wymierzonej w islamistów przebywających w pobliżu rafinerii w Bajdżi. Nie było wówczas jasne kto kontroluje rafinerię. Dzień później ISF ogłosiło, iż objęło kontrolę nad obiektem, a IS atakowało z dwóch stron. 30 czerwca 2014 rebelianci dokonali ataku moździerzowego na szyickie sanktuarium Askari w Samarze. W wyniku ostrzału śmierć poniosło sześć osób. Tymczasem do Samarry przybyło 1–2 tys. bojowników sadrystowskich „Brygad Pokoju”. 1 lipca 2014 między zwolennikami rządu Malikiego a dżihadystami IS doszło do potyczki w Maszadzie leżącej na północ od stolicy kraju. W wyniku starć zginęło dwóch ochotników.
2 lipca 2014 irackie lotnictwo zbombardowało Dajr Ahmad pod Tuz Churmatu na wschód od Tikritu. Naloty spowodowały duże straty materialne i ludzkie wśród szeregów IS. Do bombardowania doszło również pod Babilem w czasie walnego spotkania członków IS. Pod Babilem operowały 31. Brygada oraz 8. Dywizja IA. Z kolei w południowo-zachodniej dzielnicy Bagdadu w szyickim centrum religijnym wysadził się w powietrze zamachowiec-samobójca, co spowodowało śmierć 5 osób, a 13 odniosło rany 3 lipca 2014 rozpoczęła się również operacja antypartyzancka IA w Mansuriji, leżącej na północ od Muktadiji. Tymczasem w Samarze doszło do krwawego starcia IS z „Brygadami Pokoju”. W walkach śmierć poniosło dziesięciu sunnickich ekstremistów.
28 czerwca 2014 w Bagdadzie wylądowało pierwsze pięć rosyjskich samolotów szturmowych Su-25 zakupionych przez IA w ramach kontraktu, którego wartość szacowano się na 500 mln dolarów. Ponadto na początku lipca 2014 do Iraku przyleciało siedem szturmowców Su-25 należących do irańskiej Gwardii Republikańskiej. Przysłane przez Rosję szturmowce Su-25 dokonały swojej pierwszej operacji bojowej 4 lipca 2014. Mianowicie zbombardowały pozycje IS w Hawidży. Z kolei w Bagdadzie potwierdzono przypadek uprowadzenia i zamordowania przewodniczego rady prowincjonalnej – Rijada al-Adadida. 6 lipca 2014 szturmowce Su-25 zbombardowały most łączący Zab pod Kirkukiem z prowincją Salah ad-Din. 7 lipca 2014 w wyniku nalotu irackich sił powietrznych na dzielnicę Raszidija w Mosulu, śmierć poniosło 40 osób i uszkodzeniu uległo 20 domów, z których uciekło 75 rodzin turkmeńskich. Także tego samego dnia dwa Su-25 ostrzelały budynki należące do partii Patriotycznej Unii Kurdystanu (PUK) w Tuz Churmatu. W efekcie śmierć poniosło jedno dziecko, a jeden z budynków uległ zniszczeniu.

### Działania prowadzone przez Państwo Islamskie i kontrataki ISF
5 lipca 2014 na stronie internetowej używanej przez Państwo Islamskie zamieszczono wideo, na którym występuje Abu Bakr al-Baghdadi. Było to pierwsze nagranie z udziałem samozwańczego kalifa. Al-Baghdadi podczas kazania w meczecie An-Nuri w Mosulu zdementował w ten sposób pogłoski o jego śmierci w nalocie wojsk irackich. IS opublikowało także zdjęcia ze zniszczonymi świątyniami szyickimi w Mosulu oraz Tal Afar. Łącznie sunniccy ekstremiści na kontrolowanym przez siebie terytorium północnego Iraku zniszczyli co najmniej 10 zabytkowych szyickich meczetów i miejsc kultu. Stacjonowali tam siły IA oraz milicje szyickie. Zamachowiec-samobójca podległy ugrupowaniu Bagdhadiego wysadził się w powietrze w kawiarni w Bagdadzie, pozbawiając życia pięciu innych osób. Z kolei 7 lipca 2014 samochód-pułapka eksplodował w wojskowym punkcie kontrolnym w Kadamiji, zabijając również pięć osób. Tego samego dnia w operacji antyterrorystycznej w Karmie pod Bagdadem zginął dowódca 6. Dywizji IA, generał Nadżim Abdullah Ali. 8 lipca 2014 islamiści przeprowadzili serię zamachów bombowych w Samarze, wymierzonych w tamtejsza policję. Po wysadzeniu się w powietrze zamachowca-samobójcy i odpaleniu improwizowanych ładunków wybuchowych (IED) śmierć poniosło pięć osób.
Równolegle wybuchły krwawe starcia we wsiach Zawija i Miszak w prowincji Salah ad-Din po tym, jak islamiści próbowali siłą przejąć nad nimi kontrolę. Silny opór postawiły im milicje plemienne. 8 lipca 2014 ekstremiści po ciężkich dwudniowych walkach zajęli wieś Zawija. W wymianie ognia zginęło 13 osób. IS wystrzeliło około 60 pocisków moździerzowych, które zniszczyły 10 domów. Po zakończeniu walk dżihadyści przeprowadzili egzekucje na 50 członkach ruchu oporu wobec Państwa Islamskiego. 11 lipca 2014 ekstremiści splądrowali i zniszczyli 300 domów w opanowanej wiosce Zawija. 9 lipca 2014 członkowie Państwa Islamskiego w miastach i wsiach pod Kirkukiem zorganizowali paradę wojsk podczas której prezentowano przechwycone od armii irackiej uzbrojenie. Tego samego dnia ekstremiści starli się z ISF w miejscowości Sudur, leżącą na północ od Bagdadu, zdobywając kontrolę nad tamtejszą tamę oraz przepędzając stamtąd siły bezpieczeństwa i 22. Brygadę IA. Z kolei w Al-Hilli i na obrzeżach doszło do eksplozji trzech samochodów-pułapek w wyniku czego śmierć poniosło 11 osób. Ponadto iracka policja na północ od Al-Hilli znalazła 50 ciał ofiar rozstrzelania. 10 lipca 2014 armia iracka i lojaliści odparli atak ekstremistów Dżurf as-Sachar pod Bagdadem.
Na północy Iraku, pod Mosulem doszło do bombardowań pozycji rebeliantów w wyniku czego śmierć poniosło 11 osób. Irackie lotnictwo przeprowadziło naloty na centrum operacyjne w prowincji Niniwa okupowane przez bojowników islamskich. W międzyczasie w Mosulu IS pojmało oficerów byłej IA. Dwa dni później IS, rozpoczęło nabór do „Islamskiej Policji”. Opublikowali również zdjęcia, na których członkowie ugrupowania dystrybuowali żywność dla mieszkańców miasta. 18 lipca 2014 dżihadyści dali chrześcijanom z Mosulu dwudniowe ultimatum na opuszczenie miasta. Rebelianci dali także trzy wyjścia chrześcijanom – przejście na islam, płacenie podatku religijnego albo ścięcie. Po upływie ultimatum ekstremiści zniszczyli m.in. liczący 1800 lat kościół w Mosulu. Pod koniec lipca 2014 islamiści zdewastowali także Grobowiec Jonasza oraz mauzolea i meczety.
15 lipca 2014 ekstremiści wysadzili w powietrze samochód-pułapkę w Samarze pod restauracją. W efekcie śmierć poniosło pięć osób. Do podobnego wybuchu doszło na targowisku Haj w bagdadzkim Mieście Sadra. Zginęło tam siedem osób. 17 lipca 2014 Australijczyk działający w szeregach IS wysadził się w szyickim meczecie w stołecznej dzielnicy Szurja. Śmierć poniosło pięć osób. 19 lipca 2014 w Bagdadzie doszło do wybuchu sześciu samochodów-pułapek w wyniku czego zginęło 27 osób. 23 lipca 2014 zamachowiec-samobójca wysadził się w punkcie kontrolnym w stołecznej Kazimiji, zabijając 24 osoby. Kolejnego dnia dwa samochody-pułapki eksplodowały w stołecznej Karradzie, w wyniku czego śmierć poniosło 13 osób. 30 lipca 2014 dwa samochody-pułapki eksplodowały w szyickich dzielnicach Bagdadu, w efekcie czego odnotowano śmierć 26 osób. Podobny atak wydarzył się tam również 1 sierpnia 2014, kiedy zginęło 30 osób. 6 sierpnia 2014 w wyniku wybuchu pięciu samochodów-pułapek w szyickich dzielnicach Bagdadu, zginęły co najmniej 22 osoby. Kolejnego dnia w wyniku zamachu samobójczego w stołecznej Kazimiji śmierć poniosło 13 osób. Wybuch samochodu-pułapki miał również miejsce pod szyickim meczetem w Kirkuku, gdzie zginęło osiem osób. 20 sierpnia 2014 w efekcie wybuchu samochodu-pułapki na stołecznej ulicy Palestyńskiej, zginęło osiem osób.
11 lipca 2014 podczas walk w Mukdadiji IS z ISF, śmierć poniosło trzech rebeliantów. Według informacji rządowych w prowincji Dijala z powodu walk, uchodźcami wewnętrznymi zostało 14 tys. rodzin. Kolejnego dnia ISF rozpoczęło w Mukdadiji operację antyterrorystyczną. Ciężkie walki w Mukdadiji wznowiono 22 lipca kiedy to zginęło tam ośmiu rebeliantów i jeden żołnierz. 20 lipca 2014 irackie lotnictwo dokonało nalotu na dzielnicę Wihda w Mosulu w wyniku czego śmierć poniosło dziewięć osób, a dwa dni później na Ba’adż, gdzie zginęło pięć cywilów. 21 lipca 2014 irackie lotnictwo dokonało nalotu na Hawidżę, w wyniku czego śmierć poniosło 10 osób. Dwa dni później siły powietrzne zbombardowały Szukrat, gdzie zginęło 14 cywili. 28 lipca 2014 5. Dywizja IA rozpoczęła operację której celem było odbicie miasta Udhaim. Prowadzenie operacji było utrudnione przez silne zaminowanie terenu. 29 lipca 2014 islamiści Bajdżi dali mieszkańcom okolic rafinerii 48 godzin na ewakuację, zapowiadając szturm na obiekt. W odpowiedzi lotnictwo IA dokonało prewencyjnego uderzenia na kolumnę rebeliantów, zabijając 15 członków IS. 1 sierpnia 2014 po upływie ultimatum, rebelianci dokonali niewielkiego ostrzału moździerzowego. Kolejnego dnia lotnictwo irackie zbombardowało pozycje islamistów pod Bajdżi, powodując straty w sprzęcie i ludziach wśród bojowników. 2 sierpnia 2014 w wyniku bombardowania budynków zajmowanych przez IS w Sadiji, śmierć poniosło 50 członków Państwa Islamskiego. 8 sierpnia 2014 lotnictwo dokonało precyzyjnych uderzeń na stanowiska IS pod Kirkukiem, zabijając 18 rebeliantów. 14 sierpnia 2014 dżihadysci dokonali wystrzału 24 pocisków moździerzowych na rafinerię Bajdżi co spowodowało pożar zbiorników z paliwem. W odpowiedzi doszło do interwencji lotniczej IA, co spowodowało śmierć 17 rebeliantów. Dzień później w bombardowaniach Hawidży zginęło 11 osób. Kolejny szturm na rafinerię Bajdżi w wykonaniu IS miał miejsce 25 sierpnia 2014. Wówczas z wykorzystaniem czołgów, cystern służących jako pojazd-pułapka, forsowano bramy rafinerii, jednak szeroko zakrojona operacja terrorystów została odparta za pomocą irackiego lotnictwa.

### Bitwa o Dhuluję i Dżurf as-Sachar
13 lipca 2014 rebelianci IS dokonali szturmu na Dhuluję, leżącą na południowy wschód od Samarry. Przy pomocy samochodu-pułapki ekstremiści wysadzili w powietrze most na drodze dojazdowej do miasta. Do walk przeciwko sunnickim ekstremistom przystąpiła lokalna policja i bojówki plemienne, które zabiły trzech z ok. 80 napastników. Dżihadyści jednak nie zostali odparci i po dwóch dniach bitwy kontrolowali 40% powierzchni terytorium miasta. Rebelianci z IS mieli zająć budynki administracji rządowej. 18 lipca 2014 w Dhuluji wybuchły kolejne boje po ataku IS na plemię Dżubur, wspartego przez ISF. Dwa dni później do miasta wysłano posiłki sił irackich. Podczas bitwy o Dhuluję w dniu 24 lipca 2014 zginęło 28 dżihadystów oraz sześciu żołnierzy. Kolejnego dnia podczas bombardowań zabito 35 rebeliantów.
24 lipca 2014 według informacji podanych przez Ministerstwa Wpraw Wewnętrznych, rebelianci dokonali ataku na konwój więzienny pod Bazą Tadżi pod Bagdadem. Wykorzystując ładunki wybuchowe IED, pięciu zamachowców-samobójców oraz prowadząc ogień, rebelianci zabili 62 osoby, z czego większość stanowili transportowani więźniowie. 26 lipca 2014 ekstremiści dokonali ataku na tamę w Hamrin. Szturm został skutecznie odparty przez IA. Wojsko, które zabiło 15 napastników, 28 lipca 2014 wysłało na tamę posiłki, by zapobiec jej przejęciu przez bojowników. 28 lipca 2014 iraccy żołnierze przypuścili kontratak na kontrolowaną sunnickich ekstremistów dzielnicę Dżurf as-Sachar, leżącą 40 km na południe od centrum Bagdadu. Dżurf as-Sachar została zdobyta przez sunnickich ekstremistów 26 lipca 2014. W walkach zginęło 17 osób, w tym troje cywilów. Dzień później w nalotach na miasto zginęło 27 osób, z kolei w dniach 1–2 sierpnia 2014 w wyniku działań artyleryjskich i nalotów powietrznych zginęło 110 bojowników IS. Ponadto 2 sierpnia 2014 do akcji likwidowania bojowników w Dżurf as-Sachar przystąpił „Złota Dywizja” z Komanda Babil, korzystająca z czołgów.
Kolejny szturm na Dhuluję w wykonaniu IS miał miejsce 8 września 2014. Podczas ataku na miasto wykorzystywano samochody-pułapki. W walkach zginęło 20 osób. Kolejnego dnia ekstremiści wystrzelili 20 pocisków moździerzowych. Miasta broniły szyickie milicje. W związku z zagrożeniem przejęcia miasta w Duhuliji rozmieszono oddziały 9. Dywizji IA. 15 września 2014 w pociskach wystrzeliwanych przez islamistów wykryto chlor od którego śmierć poniosło co najmniej 18 cywilów. Kolejnego dnia dżihadyści ostrzelali miasto za pomocą 30 pocisków moździerzowych odpalonych z pozycji we wsi Abu Faradż.

### Oblężenie Amirli i bitwa o Dżalulę
18 lipca 2014 dżihadyści przypuścili atak na dzielnicę Amirli w Tuz Churmatu. Teren Turkmenów Irackich, oblężony od przez IS od 11 czerwca 2014, był broniony przez lokalne bojówki, ISF oraz szyickich ochotników. Sprzymierzone siły odparły agresję sunnitów. Bombardowanie z powietrza oblężonego Amirli wznowiono 3 sierpnia 2014. 7 sierpnia 2014, Peszmerga ogłosiła aktywną fazę operacji w Amirli, w efekcie której wyparto islamistów z pobliskich wiosek. 15 tys. mieszkańców Amirli nie miało pod oblężeniem IS nie miało dostępu do bieżącej wody pitnej, elektryczności oraz gazu.
10 sierpnia 2014 peszmergowie przy wsparciu lotniczym irackiego lotnictwa walczyli z islamistami w Dżaluli w prowincji Dijala, leżącej na południowy wschód od Amirli. Zginęło tam 20 dżihadystów. Jednak po zmasowanej akcji IS z 11 sierpnia 2014, kiedy to wykorzystano 20 zamachowców-samobójców, dżihadyści przejęli kontrolę nad Dżalulą. Kolejnego dnia do Dżaluli wysłano posiłki oddziałów kurdyjskich. Ponadto w mieście z islamistami ścierały się irackie siły bezpieczeństwa. Po zwycięstwie w Dżaluli, radykałowie przypuścili 13 sierpnia 2014 szturm na Tuz Churmatu. Peszmerga wspierana przez oddziały paramilitarne odparła atak, zabijając dziesięciu napastników. Następnie Kurdowie przeszli do kontrofensywy, ostrzeliwując pozycje z których zaatakowali sunniccy rebelianci.
W trakcie oblężenia Amirli i okupacji Dżaluli, szyickie bojówki dokonały masakry na sunnitach w meczecie Musaba ibn Umara wiosce Imam Wajs w prowincji Dijala. 22 sierpnia 2014, podczas piątkowych modłów, napastnicy otworzyli ogień do zgromadzonych w meczecie wiernych. W strzelaninie zginęło 73 sunnitów. Prawdopodobną przyczyną napaści na meczet był odwet za podłożenie bomb we wsi Hamrin, leżącej 5 kilometrów od meczetu, w wyniku czego zginęło pięciu szyitów.
Również 22 sierpnia 2014, Peszmerga dokonała kontrnatarcia na Dżalulę. Szturm nastąpił od południa z miasta Sadija. Okupowane przez IS miasto było ciężko ostrzeliwane przez Kurdów. 24 sierpnia 2014 w irackich nalotach na Dżalulę śmierć poniosło 20 dżihadystów. W międzyczasie Peszmerga zajęła pięć wiosek podmiejskich. W trakcie taktycznych działań IS w Dżaluli, ekstremiści wysadzili historyczny most, by zapobiec sprawnemu poruszaniu się Kurdów po mieście. 25 sierpnia 2014 IS zaatakowało Tuz Churmatu. Miasta bronili Kurdowie, ISF, szyiccy milicjanci i przy wsparciu irackiego lotnictwa, szturm na miasto udało się odeprzeć. 28 sierpnia 2014, dżihadyści dokonali pod Tuz Churmatu egzekucji na 30 sunnickich liderach plemiennych po tym, jak odmówili złożenia wierności Abu Bakrowi al-Baghdadiemu. Tego samego dnia doszło do bitwy na obrzeżach Udhaim po tym, jak duże zgrupowanie dżihadystów próbowało przedostać się do Amirli, by wzmocnić swoje siły przed spodziewanych szturmem na pierścień wokół miasta. W trakcie bitwy pod Udhaim, IA oraz szyiccy milicjanci zabili 29 sunnickich ekstremistów.
Przygotowując szturm na otaczających Amirli dżihadystów, siły irackie przeprowadziły ewakuacje większości kobiet i dzieci zamieszkujących miasto. W dniach 29–31 sierpnia 2014 odbył się atak na pierścień IS wokół Amirli. Przecinając wschodnią cześć pierścienia we wsiach Habasz i Szukur, siłom irackim, kurdyjskim i szyickim ochotnikom, udało się przedostać do Amirli. Następnie ciężkie walki trwały we wsi Jankijja, gdzie doszło również do wybuchu samochodu-pułapki. Opór dżihadystów udało się załamać po nalotach USA. Po złamaniu oblężenia lotnictwo USA, Wielkiej Brytanii, Francji i Australii dokonały zrzutów humanitarnych dla ludności zamieszkującej Amirli, będącej 81 dni pod oblężeniem sunnickich ekstremistów.
1 września 2014 jednostki które odniosły sukces pod Amirli, weszły przy wsparciu irackiego lotnictwa do miasta Sulajman Bag. W trakcie walk zginęło 23 czeczeńskich bojowników należących do IS. 3 września 2014 podczas sześciogodzinnej bitwy we wsi Abu Hassan pod Tuz Churmatu zginęło 30 dżihadystów i ośmiu szyitów. Dzień później doszło do starcia IS z Peszmergą we wsi Jankijja, podczas którego zginęło dwóch Kurdów.

## Kryzys na irackiej scenie politycznej

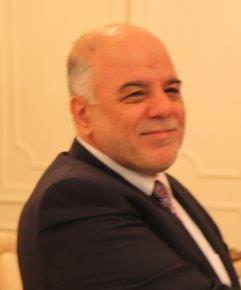
Premier Hajdar al-Abadi

Równolegle z trwaniem rebelii sunnickich ekstremistów, iracka scena polityczna była pogrążona w kryzysie politycznym po wyborach parlamentarnych z 30 kwietnia 2014. Według irackiej konstytucji obrany przez naród parlament wybierał nowego prezydenta (Kurda) oraz premiera (szyitę). Po wielu tygodniach impasu w parlamencie 24 lipca 2014 na stanowisko prezydenta został wybrany Fu’ad Masum. Prezydent w ciągu 15 dni miał zwrócić się do lidera największego ugrupowania w parlamencie w celu utworzenia rządu. Wybory parlamentarne wygrała partia premiera Nuriego al-Malikiego, toteż mógł on ubiegać się o trzecią kadencję, na co dał mu przyzwolenie Sąd Najwyższy Iraku. Jednak wobec trwającej wojny domowej, która doprowadziła do rozpadu kraju, nacisków zagranicznych, zwłaszcza Stanów Zjednoczonych, na zakończenie rządów ze względu na zmniejszoną wiarygodność premiera, który doprowadził do zatargu z sunnitami na arenie politycznej i zbyt bliskiego zbliżenia z Iranem, al-Maliki nie utworzył nowego rządu.
Impas po kwietniowych wyborach trwał, gdyż przeciwko ubiegającemu się o trzecią kadencję al-Malikiemu wystąpili nie tylko sunnici i Kurdowie, którzy oskarżali go o popieranie interesów szyickiej większości Iraku kosztem mniejszości, ale i rywalizujące z Państwem Prawa ugrupowania szyickie. W związku z tym 11 sierpnia 2014 prezydent Fu’ad Masum desygnował na stanowisko szefa rządu Hajdara al-Abadiego z szyickiego ugrupowania Ḥizb Ad-Daʿwa Al-Islamijja. Od tego momentu desygnowany premier miał 30 dni na sformowanie gabinetu. Początkowo wybór premiera został odrzucony przez al-Malikiego. Nominację al-Abadiego nazwał on „naruszeniem konstytucji”.
Po nominacji al-Abadiego do Iraku spłynęły gratulacje w związku z próbą przełamaniu impasu politycznego z Turcji, Arabii Saudyjskiej i innych państw Ligi Państw Arabskich. Ar-Rijad otwarcie oskarżała dotychczasowego premiera o doprowadzenie Iraku na skraj katastrofy, pogłębiając animozje między szyitami i sunnitami. Jednak prawdziwym przełomem było poparcie al-Abadiego przez ajatollaha Iranu Alego Chamenei. Po tym jak utracił poparcie swoich dotychczasowych sojuszników międzynarodowych, 14 sierpnia 2014 al-Maliki ogłosił rezygnację i poparł nominacje Hajdara al-Abadiego na stanowisko szefa rządu, dzięki czemu zapobiegł dalszemu kryzysowi politycznemu. Rżad al-Abadiego został nazwany rządem jedności narodowej i zaprzysiężony 8 września 2014.

## Ofensywa Państwa Islamskiego na ziemiach Kurdów, jezydów i chrześcijan przyczyną amerykańskiej interwencji lotniczej

### Zajęcie przez Państwo Islamskie pól naftowych pod Zumarem oraz masakra w Sindżarze; upadek Bachidy
W pierwszej połowie lipca 2014 Państwo Islamskie podjęło kolejną fazę ofensywy w syryjskiej muhafazie Dajr az-Zaur, w efekcie której w ciągu dwóch tygodni ugrupowanie podbiło wszystkie miasta wzdłuż Eufratu, wypierając stamtąd inne syryjskie siły rebelianckie. Po zwycięstwie w Dajr az-Zaur, Państwo Islamskie ponownie skoncentrowało swoje siły w północnym Iraku, rozpoczynając kolejną ofensywę.
17 lipca 2014 walki Państwa Islamskiego z Kurdami wybuchły w Sidżarze pod Tall Afar, kontrolowanym przez Peszmergę. 22 lipca 2014 dżihadyści ostrzelali z pocisków moździerzowych tereny cywilne Sindżaru zamieszkałe przez jezydów. Wiele rodzin uciekło z miasta. Tego samego dnia po potyczce dżihadyści przepędzili Peszmergę z zakładów farmaceutycznych i strefy wolnego handlu 20 km na północ od Mosulu. W walkach zginęło dwóch Kurdów. 23 lipca 2014 Peszmerga dokonała kontrataku, ostrzeliwując zakłady z broni moździerzowej, jednak bez zamierzonego skutku. Ponadto IS zajęło budowaną tamę Budusz. 29 lipca 2014 milicja jezydycka oraz członkowie irackiego wywiadu, zaatakowali zgrupowanie islamistów pod Sindżarem. W wyniku walk zginęło 24 dżihadystów oraz zniszczono cztery pojazdy
1 sierpnia 2014 Państwo Islamskie dokonało szturmu na miasto Zumar, leżące 19 km na północny zachód od Mosulu, będące pod kontrolą kurdyjskiej Peszmergi. Początkowy atak został odparty przez Kurdów, którzy stracili 16 bojowników i zabili 62 islamistów, jednak dzień później ekstremiści zajęli miasto i okoliczne pola naftowe i rafinerię Ajn Zala i 12 okolicznych wiosek. W związku z tym Państwo Islamskie na terenie Iraku kontrolowało cztery pola naftowe. Po zajęciu miasta, dżihadyści dali Kurdom 24-godzinne ultimatum na opuszczenie tamy na Tygrysie pod Mosulem. IS szturmem wzięło również miasto Wana oraz Sindżar, rozpoczynając czystki na Jezydach. Setki mieszkańców Sindżaru uciekło w pobliskie góry, a ekstremiści niszczyli w mieście miejsca kultów jezydów. W czasie szturmu na Sindżar i czystek sunniccy ekstremiści zamordowali 500 Jezydów, poprzez spalenie żywcem, ścięcie lub rozstrzelanie. Ponadto do niewoli islamskiej trafiło około 300 kobiet. Państwo Islamskie wezwało do zniszczenia jezydów.
W związku z błyskawiczną ofensywą IS w Niniwie lotnictwo IA dokonało uderzeń w rejonie Jadh pod Tall Afar, niszcząc zgromadzonych tam 70 pojazdów oraz zabijając i raniąc 100 rebeliantów. 4 sierpnia 2014 do walk z IS pod Sindżarem przystąpili Kurdowie z syryjskiego ugrupowania Powszechne Jednostki Ochrony (YPG), mającego szereg sukcesów w walce z dżihadystami na terenie Syrii. YPG wraz z lokalnymi bojówkami samoobrony, ścierały się z IS w górach Sindżaru, dokąd uciekło nawet 200 tysięcy Jezydów. Cierpieli tam z powodu upałów oraz braku pożywienia i wody. Z tego powodu w górach, w których roiło się od węży i skorpionów, zmarło ok. 100 dzieci. Cywile uciekali również do Syrii i Turcji. Również 4 sierpnia 2014 w Sindżarze doszło do bombardowania pozycji islamistów, co spowodowało śmierć kilkudziesięciu rebeliantów.
7 sierpnia 2014 Państwo Islamskie skierowało swoją ofensywę na Równinę Mosul, gdzie znajdowały się miasta zamieszkiwane przez chrześcijan, będących pod kontrolą sił kurdyjskich, które uciekły przed sunnickim natarciem. Islamiści zajęli znajdujące się w pobliżu Mosulu miasta Bachdida (będące największym chrześcijańskim miastem w Iraku), Karkusz, Tall Kajf, Bartilla i Karimlisz. Z miast przed dżihadystami uciekło 100 tys. chrześcijan. W miastach tych schronili się również inni uchodźcy po czerwcowej bitwie o Mosul. W międzyczasie Peszmerga odparła szturm ekstremistów na tamę Mosul, zabijając ośmiu islamistów. Jednak kolejny szturm dżihadystów okazał się skuteczny i największa tama w kraju znalazła się w ich rękach.

### Interwencja lotnicza USA i kontrofensywa Peszmergi
5 sierpnia 2014 po przegrupowaniu do kontrofensywy przystąpiła Peszmega, która zaatakowała Sindżar i Mosul, gdzie prowadziła ciężki ostrzał północnych dzielnic miasta. Walki miejskie toczyły się również w południowo-zachodniej dzielnicy Gudżar, która padła 6 sierpnia 2014. Setki mieszkańców miasta, uciekało przed zaciętymi walkami. Także 6 sierpnia 2014 walki przeniosły się w rejon Bewizy. Z kolei podczas walk IS z Peszmergą w dzielnicy Hamadnija doszło do podwójnego zamachu samobójczego. 7 sierpnia 2014 Peszmerga przejęła inicjatywę w walkach tuż przy granicy z Syrią, zajmując rejon Do Kari.
Wieczorem 7 sierpnia 2014 prezydent Barack Obama zezwolił na selektywne naloty wymierzone w bojowników Państwa Islamskiego w północnej części Iraku i zrzuty pomocy humanitarnej oraz zapasów dla oblężonych irackich mniejszości religijnych (chrześcijan i jezydów). Do operacji jako pierwsze przystąpiły 8 sierpnia 2014 cztery samoloty myśliwsko-szturmowe McDonnell Douglas F/A-18 Hornet. Lotnictwo USA zaatakowało osiem pozycji IS pod Irbilem, stolicą irackiego Kurdystanu, niszcząc stanowiska artyleryjskie oraz militarny konwój.
8 sierpnia 2014 rozpoczęły się również walki islamistów z Peszmergą wsparta przez bojowników z Partii Pracujących Kurdystanu (PKK) w Makmur pod Irbilem. Walki toczyły się w pobliżu obozu dla kurdyjskich uchodźców, którzy osiedlili się tam w latach 90. XX wieku. W czasie walk zginęła kurdyjska dziennikarka pracująca dla agencji prasowej Firat. Tego samego dnia doszło do bezprecedensowej pomocy irackiego rządu dla walczących pod Irbilem Kurdów. Mianowicie z Bagdadu przyleciał samolot z amunicją dla kurdyjskich oddziałów bojowych. O dostawy broni apelował prezydent irackiego Kurdystanu Masud Barzani. W toku trwania konfliktu, Kurdów zbroiło siedem krajów: Wielka Brytania, Niemcy, Włochy, Kanada i Finlandia, Francja oraz Stany Zjednoczone. Po okupionym śmiercią 50 kurdyjskich bojowników czterostronnym natarciu na Makmur i Gwejr, sunniccy rebelianci wycofali się z miast 11 sierpnia 2014.

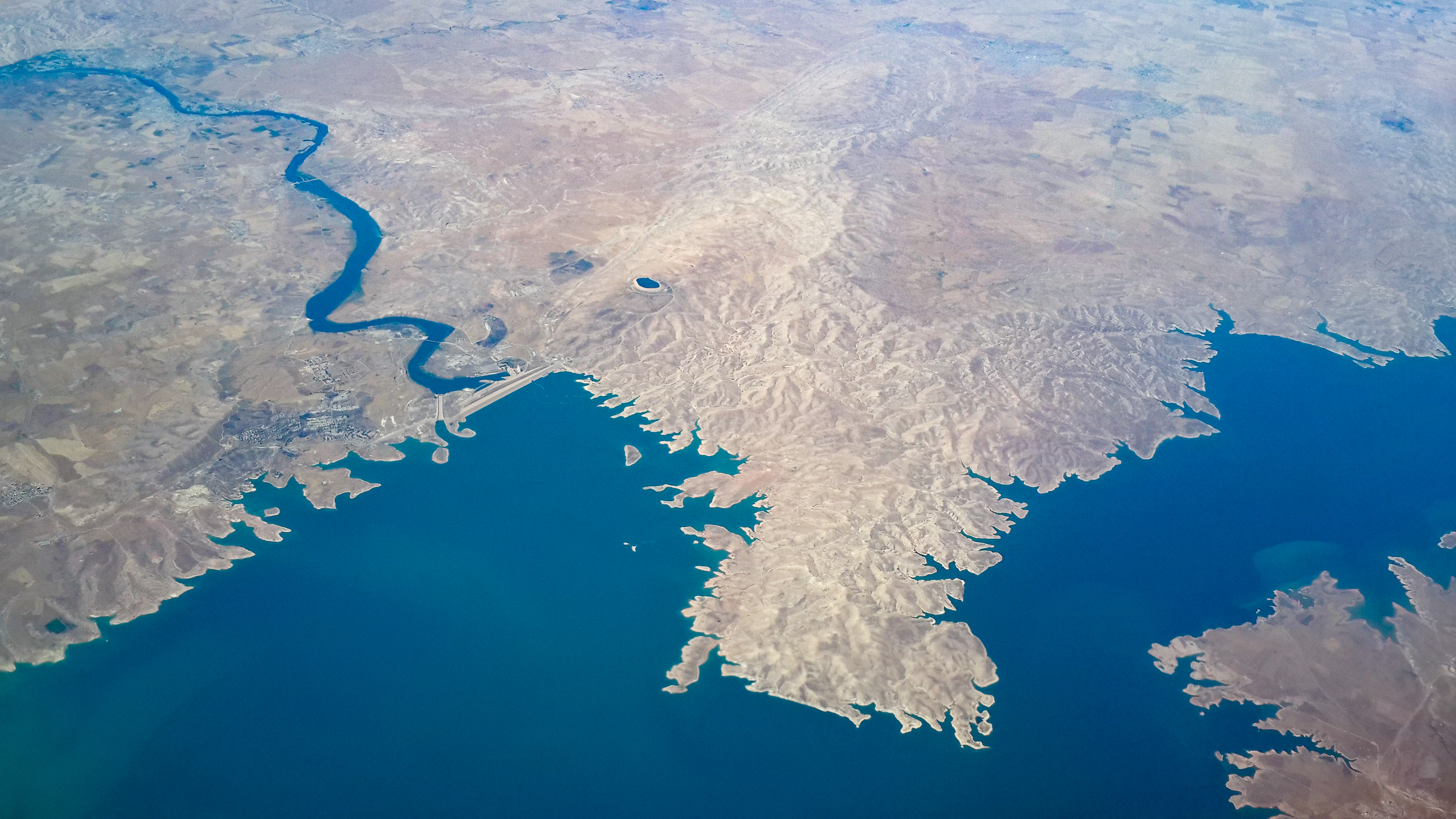
Widok na największa w Iraku zaporę wodną pod Mosulem, kontrolowaną przez dżihadystów w dniach 7–17 sierpnia 2014

15 sierpnia 2014 ekstremiści zajęli wieś Kocho, w której dokonali masakry na 80 jezydach. Dwa dni później przy wsparciu amerykańskiego lotnictwa, Peszmerga dokonała ataku na Mosul, odbijając z rąk IS dzielnicę Baszika i Hamdaniję. Ponadto w prowincji Niniwa, siły kurdyjskie weszły do miast Batnaja, Bakuka, Tall Safik. Peszmerga i ISF przy asyście amerykańskiego lotnictwa ruszyły także na tamę Mosul, która został odbita 17 sierpnia 2014. Łącznie w dniach 16–17 sierpnia 2014 amerykańskie lotnictwo dokonało 35 uderzeń na pojazdy i punkty kontrolne rozmieszczone wokół Mosulu i tamtejszej tamy, w efekcie czego zniszczonych zostało 90 wrogich celów. Mimo tego walki wokół tamy nadal trwały dnia kolejnego. Jednak do 19 sierpnia 2014 ostatecznie udało się siłom kurdyjskim i irackim opanować sytuację i całkowicie zająć tamę mosulską. W trakcie operacji oczyszczania terenu siły bezpieczeństwa usunęły 170 bomb podłożonych na terenie walk.
Po zwycięstwie w bitwie o tamę mosulską, 20 sierpnia 2014 Peszmerga zaatakowała dżihadystów w regionie Rabia, na północ od Gór Sindżar. Ciężkie walki spowodowały ucieczkę z regionu kolejnych setek cywilów. Po przemocy stosowanej przez IS na północy Iraku, z miejsca zamieszkania uciekło do tej pory 700 tys. cywilów. W międzyczasie siły kurdyjskie i irackie przegrupowywały się, planując dokonanie szturmu na Zumar. 21 sierpnia 2014 Kurdowie zajęli miejscowość Bahzani, 17 km na północny wschód od Mosulu. Szturm na przedpola Zumar rozpoczął się 22 sierpnia 2014. Natarcie lądowe było aktywnie wspierane przez lotnictwo USA, które zniszczyło dwa pojazdy IS i zabiło sześciu bojowników. Tego samego dnia Peszmerga wyparła dżihadystów z trzej wiosek w rejonie Bartali na wschód od Mosulu.
W dniach 23–24 sierpnia 2014 w nalotach USA zniszczone zostały pojazdy należące do IS w tym przechwycony pojazd Hummve. 26 sierpnia 2014 peszmergowie kierując się na południe od tamy mosulskiej, zaatakowała przedmieścia Mosulu – Wana. 28 sierpnia 2014, Peszmerga wspierana przez amerykańskie i irackie lotnictwo, po intensywnym ostrzale artyleryjskim odbiła ostatecznie Zumar. Następnie walki przeniosły się na pole naftowe Ajn Zala. W czasie kiedy siły kurdyjskie zabezpieczały wioski okalające pole naftowe, dżihadyści podpalili szyby naftowe znajdujące się na nim, po czym opuścili zajmowane pozycje. Tymczasem w trzech nalotach USA pod Ibrilem i tamą mosulską, zniszczonych zostało pięć pojazdów w tym ciężarówka i amerykański Hummve.
2 września 2014 siły kurdyjskie w asyście amerykańskiego lotnictwa dokonały ataku na miejscowość Tilkif oraz Batnaja. W dniach 5–7 września 2014 Peszmerga przeprowadziła operacje bojowe na wschód od Mosulu, odblokowując drogę między Chazirem i Bartalą oraz zdobywając miejscowość i przedpola miejscowości Baszika. 7 września 2014, siły kurdyjskie ogień artyleryjskim ostrzelały kontrolowaną przez dżihadystów miejscowość Chazir. W dniach 15–16 września 2014 Kurdowie przy asyście amerykańskiego lotnictwa odbili pięć wiosek w okolicy Chaziru. Również 16 września 2014 amerykańskie lotnictwo w pobliżu Ibrilu zniszczyło uzbrojoną ciężarówkę i pozycje islamistów.
19 września 2014 do operacji lotniczej wymierzonej w Państwo Islamskie przyłączyła się Francuskie Siły Powietrzne. 23 września 2014 rozpoczęła się kampania lotnicza na terytorium Syrii. Udział w nalotach oprócz USA, udział wzięły Katar, Arabia Saudyjska, Bahrajn, Zjednoczone Emiraty Arabskie oraz Jordania.

### Akty terroru w wykonaniu ekstremistów z Państwa Islamskiego
W odwecie za amerykańską operację lotniczą wymierzoną w Państwo Islamskie, islamiści dokonali egzekucji na amerykańskim fotoreporterze Jamesie Foleyu, porwanym w listopadzie 2012 w Syrii. Zostało to uwiecznione na nagraniu video opublikowanym 19 sierpnia 2014. Oprawcy zażądali od Baracka Obamy zaprzestania bombardowań, w przeciwnym razie zagrażając egzekucją kolejnego zakładnika, Stevena Joela Sotloffa, porwanego w sierpniu 2013. Video z egzekucji Stevena Sotloffa zostało opublikowane przez Państwo Islamskie 2 września 2014. Wcześniej, bo 29 sierpnia 2014, dżihadyści opublikowali video z egzekucji pojmanego kurdyjskiego bojownika, która odbyła się na ulicy przed meczetem w Mosulu. Był to odwet za kontrofensywę Peszmergi. Po egzekucji Stevena Sotloffa, dżihadyści zagrozili śmiercią brytyjskiego pracownika humanitarnego Davida Hainesa, jeśli Wielka Brytania nie przestanie wspierać amerykańsko-kurdyjską koalicję. Film ze ścięcia Hainesa został opublikowany 13 września 2014. Wówczas oprawca Hainesa, również prawdopodobnie Brytyjczyk, który wcześniej ściął dwóch Amerykanów, zagroził śmiercią kolejnego obywatela Wielkiej Brytanii – Alana Henninga.
W trakcie kontrofensywy pod Mosulem, 23 sierpnia 2014, Państwo Islamskie za pomocą samochodów-pułapek dokonało potrójnego zamachu samobójczego w Kirkuku, w wyniku czego śmierć poniosły 23 osoby. Według dżihadystów, dwóch z zamachowców pochodziło z Niemiec. Ponadto tego samego dnia, samochód-pułapka eksplodował pod siedzibą irackiego wywiadu w stołecznej Karradzie (7 zabitych), a dzień później w szyickiej dzielnicy Szula (5 zabitych). 25 sierpnia 2014 doszło do podwójnych wybuchu samochodów-pułapek w Karbali i Al-Hilli – zginęło wówczas dziewięć osób. Ponadto tego samego dnia zamachowiec-samobójca wysadził się w szyickim meczecie w Bagdadzie, w efekcie czego śmierć poniosło co najmniej 30 osób. W międzyczasie doszło również do eksplozji dwóch samochodów-pułapek przez co śmierć poniosło kolejnych osiem osób. 26 sierpnia 2014 doszło do kolejnej eksplozji samochodu-pułapki w stołecznej dzielnicy Al-Dżadida, w wyniku czego zginęło 10 osób. 1 września 2014 doszło do detonacji dwóch samochodów-pułapek w miejscowości Baja na południe od Bagdad, w wyniku czego śmierć poniosło co najmniej 13 osób. 4 września 2014 doszło do podwójnej eksplozji samochodów-pułapek w Bagdadzie, w wyniku czego śmierć poniosło co najmniej dziewięć osób. 10 września 2014 doszło do trzech wybuchów-samochodów pułapek w Bagdadzie. W wyniku eksplozji w dzielnicy Al-Dżadida śmierć poniosło 17 osób, z kolei w Ghadir i Majsalun 10 kolejnych.
12 września 2014 islamiści przeprowadzili egzekucje na trzech liderach plemiennych w Abu Rajasz pod Hawidżą, uprowadzonych dzień wcześniej. 13 września 2014 ścięli przywódcę lokalnych bojówek z Abu Rajasz. Kolejnego dnia dokonali kolejnych egzekucji na bojówkarzach wspierających rząd, porywając jednocześnie 50 byłych żołnierzy oraz policjantów i milicjantów organizacji proamerykańskiej Sahwa.
18 września 2014 w stołecznej dzielnicy Kazamija doszło wybuchów trzech samochodów pułapek, kierowanych przez terrorystów samobójców oraz ostrzału moździerzowego. Samochody wybuchły w pobliżu szyickiego sanktuarium imama Musy al-Kazima i jego wnuka. Wkrótce potem niedaleko świątyni detonowało 12 pocisków moździerzowych wystrzelonych spoza dzielnicy. W wyniku ataku zginęły co najmniej 23 osoby.